# Восточная Армения в составе Российской империи
Восточная Армения в составе Российской империи — период в истории Армении с начала XIX и до начала XX веков, когда Восточная Армения стала частью Российской империи в результате Русско-персидских (1804—1813 и 1826—1828) и Русско-турецкой (1828—1829) войн, и связанного с ними поэтапного вхождения в её состав территорий согласно Гюлистанскому, Туркманчайскому и Андрианопольскому мирным договорам. Восточная Армения находилась в составе Российской империи вплоть до распада последней в 1917 году.
«Энциклопедия Ислама» указывает площадь Восточной Армении в составе России равной около 103 000 км2.

## Предыстория

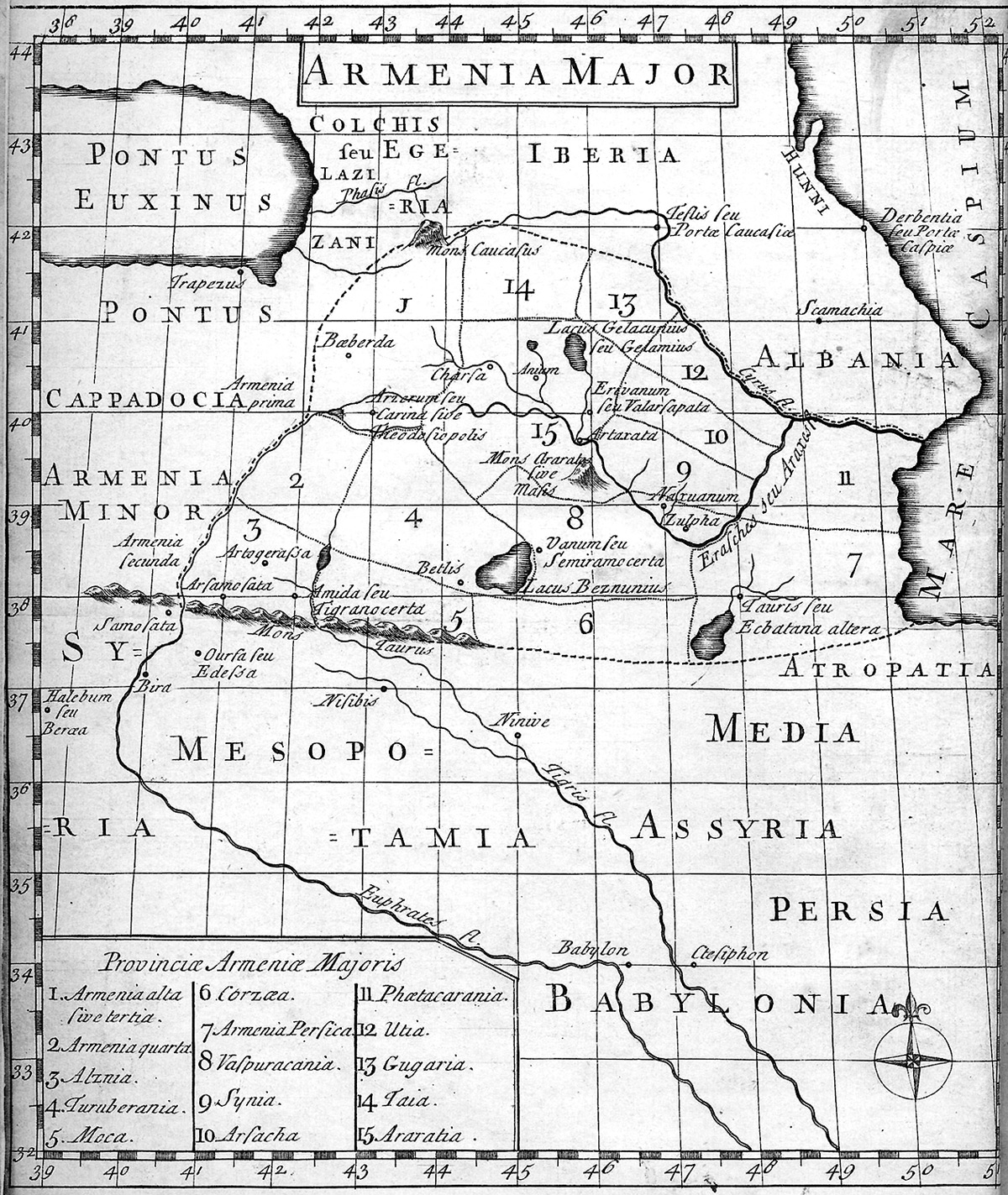
Провинции Великой Армении. George Whiston, 1736 год.

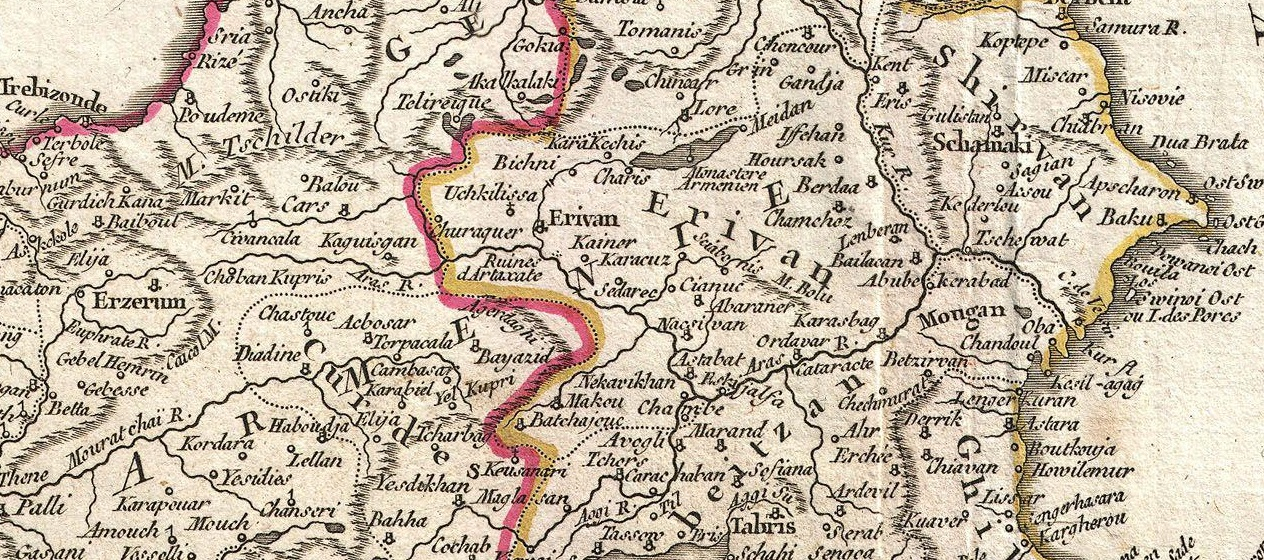
Персидская и Османская империи. Армения показана разделённой между ними. Персидская (Восточная) и Османская (Западная) Армения. Robert de Vaugondy, 1753 год.

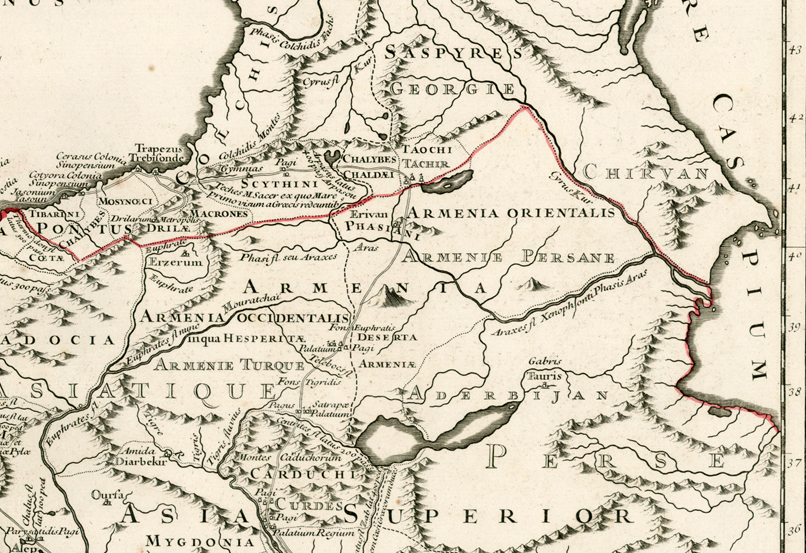
Восточная Армения (Armenia orientalis), Филипп Бюаш, 1740 год.

Вплоть до начала XVII века, армяне всё ещё составляли большинство населения Восточной Армении, однако постоянные войны, опустошительные вторжения, грабежи и вынужденные переселения, сильно сократили численность армянского населения и разорили территорию Армению.
На протяжении XVI и до начала XVII веков, за контроль над Арменией вели борьбу Османская империя и Сефевидская Персия. Эти события стали причиной ещё более крупных волн миграции армян, а также разорением и обезлюдиванием Армении, и поселением кочевых курдов и тюрок на оставленные армянами земли. Противостояние завершилось Зухабским мирным договором 1639 года, согласно которому, была установлена граница двух государств, в очередной раз разделившая Армению. Турция была вынуждена признать практически всю территорию Закавказья частью Персии. Начало новой границы было положено в районе Джавахского хребта, далее граница следовала по реке Ахурян, проходя по хребту Армянских гор (западным сколам Большого Арарата) соединяясь с горной системой Загрос. Западнее новой границы оказались территории Западной (2/3 части исторической Армении), восточнее — Восточной (Персидской) Армении (1/3 часть).
Восточная Армения в составе Сефевидской Персии была поделена на две административные единицы: Чухур-Саад (включало исторические армянские провинции Айрарат, Гугарк (позднее — Ташир-Дзорагетское царство), Васпуракан и Парскаайк) и часть Карабахского беглербегства (провинции Арцах, Сюник (Зангезур), Утик и Пайтакаран).
В течение следующего столетия, на территории Восточной Армении отмечается экономический, научный и культурный подъём. Появляется всё больше учёных и деятелей культуры, проводится реконструкция и восстановление Армянских церквей и монастырей, новый импульс развития получило архитектурное направление (как церковное, так и городское). Наряду с этим, по всей территории Персии усиливался гнёт и грабежи армянского населения и духовенства.
В виду труднодоступности и неприступности, и в том числе стараниями армянских семей Нагорного Карабаха, Сефевиды предоставили особый статус его жителям, и с начала XVII века были образованы пять армянских меликств (княжеств), известные под общим названием Хамс (Гюлистан, Джраберд, Варанда, Хачен и Дизак), которые просуществовали до середины XVIII века. В Зангезуре также существовало несколько выдающихся меликов. Удалённость этого региона способствовала созданию отдельного религиозного центра в монастыре Гандзасар, с видными католикосами и патриархами. Все они являлись последними остатками армянской государственности вплоть до первой половины XVIII века (завоевания территории Карабаха Надир-Шахом). В свою очередь, Армянской церкви предоставлялись многочисленные привилегии, она, в том числе, выступала сборщиком налогов для персидского престола. А к началу XVIII века, церковь становится крупным землевладельцем в Восточной Армении (крупными землевладельцами были Эчмиадзин, Татев, Ахпат, Санаин, Гегард и Гандзасар).
С XVI века армянские духовные и светские лидеры начали предпринимать очередные попытки прибегнуть к помощи извне (первоначально, у Римско-Католической церкви) и начать борьбу за освобождение от «иноземного ига». В XVI веке католикосы Степанос V Салмастеци (1545—1567), Микаэль I Себастаци (1567—1576) и католикос Киликийской епархии Армянской церкви Азария I Джугаеци (1584—1586 и 1592—1601), предпринимали неоднократные попытки заручиться поддержкой Римско-католической церкви и европейских правительств в деле освобождения Армении. В 1547 году католикос Степанос V Салмастеци собрал лидеров армянских общин на тайное совещание в Эчмиадзине для выработки плана защиты армянского населения от дальнейшего угнетения и преследования. Было решено просить помощи у Европейских стран. Представители армянского духовенства ездили на переговоры в Рим, Германию и другие страны, однако все попытки добиться реальных действий со стороны третьих стран оказались тщетны.
Особенно подобные попытки усилились во второй половине XVII века, что было связано с ростом влияния армянских купцов и духовенства в Персии и России. В 1678 году в Эчмиадзине под руководством католикоса Акопа IV состоялись тайные переговоры, на которых также присутствовали представители духовенства, аристократии и меликов Сюника и Арцаха. Было решено начать борьбу против Персидского владычества и просить поддержки у государств Европы. Однако после смерти католикоса, делегация была вынуждена вернуться обратно. Только один из её членов, — Исраэл Ори, сын армянского мелика из Карабаха, первоначально отправился в Венецию, затем во Францию, Пруссию, Австрию и другие страны. В целом, он в течение двух десятилетий вёл безрезультатные переговоры с рядом европейских государств о поддержке армянского освободительного движения, после чего, стало ясно, что единственным заступником и надеждой армянского народа может быть только Русское Царство, набирающее своё влияние.
В 1701 году Ори совместно с влиятельным политическим и церковным деятелем Минасом Тиграняном, решили отправиться в Москву к царю Петру I, что бы представить ему свой план освобождения Армении при поддержке Русского царства. В селе Ангехакот Ори провёл тайную встречу (Ангехакотское собрание) с одиннадцатью Карабахскими меликами, которые выразили свою поддержку и передали Петру I письмо, в котором, в частности, говорилось: «Не имеем иной надежды, токмо в Бозе монарха небеснаго, вашего величества на земли государя». Также, Ори предоставил Петру I свой план, состоящий из 18 пунктов, и согласно которому, армянские и грузинские войска должны были присоединиться к Русской армии для войны против Персии. А отвоёванная территория должна была войти в состав Русского царства. Пётр I отправил делегацию с официальным письмом католикосу Нахапету I, в котором обещал оказать армянам помощь по окончании войны со Швецией, однако тяжёлая война отодвинула осуществление данных планов. Более того, Петр I предложил Ори закупить амуницию и вооружение для армян в Голландии. В 1704 году, Ори поступил на службу к Петру I, а в 1708 году Ори был направлен в Исфахан в качестве посла России, чтобы собрать информацию о внутреннем положении Персии для будущего Российского вторжения, однако в связи с противодействием французского посла, миссия окончилась безрезультатно. А в 1716 году, уже М. Тигранян по поручению Петра I участвовал в секретной миссии в Восточную Армению. В том же году патриарх Есаи Гасан-Джалалян обращался в письме к Петру: «Когда Ваше Величество таковыя свои воинския дела изволите начать, тогда прикажите нас наперед уведомить, чтоб я и с моими людьми верными по возможности и по требованию Вашего Величества служить могли и изготовилися». Русский царь поддерживал хорошие отношения с представителями армян, и всё бо́льшее их число рассматривало Россию как своего естественного союзника.
К концу XVII — началу XVIII вв., государство Сефевидов переживало серьёзный упадок. В результате вторжения афганцев, в 1722 году, с потерей Исфахана, Сефевиды потеряли свою власть. Эти события стали причиной очередной волны армянской миграции из региона. Тахмасп II, сын Солтан Хусейна, бежал на север Персии и там провозгласил себя ханом. Его опорой стали Азербайджан и прикаспийские провинции страны. В то же самое время, в Карабахе (Арцахе) и Сюнике (Зангезуре) (см. Сюникская и Арцахская освободительная борьба) началось восстание армянского населения под руководством Давид-Бека. Начались вооружённые столкновения с местными ханами и тюркоязычными кочевыми феодалами, стремящимися поработить эти территории.
Воспользовавшись ситуацией, Османская империя, в 1723 году, в нарушение Зухабского договора, вторглась в Восточную Армению и Грузию, и в течение двух лет завладела всем регионом (до 1735 года), за исключением Карабаха и Сюника, где местные армянские мелики под руководством Давид-Бека, Егана Юзбаши, Авана Юзбаши и Мхитар-Бека, удерживали натиск турецких войск на протяжении почти десяти лет. В итоге, Шах Тахмасп II особым указом признал владычество Давид-бека над всей провинцией Сюник. 3 июля 1723 года Петр I выдал меморию своему посланнику к армянам Ивану Карапету, с которой он отправился в Восточную Арсению, о готовности России принять под своё покровительство армян Карабаха.
Армяне сами рассудить могут, что для того весьма необходимо потребно, дабы Мы прежде на Каспийском море утвердились и лежащими на оном море местами овладели и тамо для походу к ним Армяном и для случения с ними всякия предуготовления учинили, того ради и действительно в том старание имеем, и войска Паши в Гиляне уже обретаютца и еще в добавку туды отправлены, також и к Баке другия Наши войска пошли ж, и надеемся, что в оной город уже вошли и [им] овладели, и все протчия предуготовления чинятца. . . дабы всеконечно с Божию помощию впредь, как скоро возможно, в тамошних местах сильно действовать и оных Армян сильным Нашим вспоможением из-под ига тех неверных выручить и освободить.
Армяне и грузины надеялись, что русская армия, двигавшаяся на юг в рамках Персидского похода Петра I, придет им на помощь. Однако, значительные потери в живой силе, эпидемии, серьёзные проблемы со снабжением армии в связи с потерей 30 транспортных кораблей из-за шторма 5 сентября, а также опасения новой войны с Турцией, вынудили Петра I отказаться от дальнейшего продвижения на юг на помощь армянам и грузинам, и ограничиться захватом территорий у берегов Каспийского моря, заключив с Персией в 1723 году Петербургский мирный договор. А в 1724 году, для избежания крупномасштабной войны, Российская и Османская империи заключили Константинопольский договор, разграничивающий сферы влияния в Закавказье. Согласно договору, Россия сохраняла территории на западном и южном побережье Каспия, полученные по Петербургскому договору 1723 года с Персией. Турции отходили Картли (Тифлис), Чухур-Саад и иранские земли (Шамахи, Тебриз, Казвин). Турция контролировала всю восточную Армению за исключением Карабаха и Сюника, где продолжали оказывать сопротивление армянские отряды во главе с Давид Беком.
Помимо Карабаха, движение за присоединение к России усиливалось и в других областях Восточной Армении.
Тем временем к власти в Персии пришёл Надир-шах (династия Афшариды), который при поддержке армянского населения и значительного числа вооружённых армянских отрядов, сумел изгнать османов из Ирана. Стамбульский мир 1736 года восстановил довоенную (по состоянию на 1722 год) границу между Персидской и Османской империями. В знак благодарности, шах освободил армянских меликов Карабаха от дани и признал их автономию, а также подтвердил право Эчмиадзина не уплачивать налоги.
Надир-шах всеми способами пытался положить конец русской ориентации армянского населения. В ответ на героическую оборону армян Карабаха и Сюника, а также усилиям Католикоса Симеона I Эреванци (1763—1780), он признал права армянского народа, более того, своим указом он предоставил определённые привилегии Армянскому католикосу и восстановил права и положение Армянской Апостольской церкви, которые были утрачены в связи с падением Сефевидов. Также, он подтвердил права армянских меликов Нагорного Карабаха и Сюника, предоставив им определённую автономию. Меликства находились в подчинении у гянджинского беглербега (губернатора). Надир-шах, желая ослабить власть рода Зийяд-оглы, беглербегов Гянджи, отделяет от их владений земли пяти армянских меликств и передаёт их под власть непосредственно своего брата, Ибрагим-хана, сипахсалара Азербайджана, а в необходимых делах меликам было дано указание обращаться напрямую к самому Надир-шаху. Однако все попытки Надир-шаха оказались тщетны, и с середины 1740-х годов политика отбирания пахотных земель и неправомерного налогообложения по отношению к армянам возобновилась. В связи с чем, всё больше армян было вынуждено переселяться на территорию России, где им была гарантирована безопасность императрицами Анной Иоановной и Елизаветой Петровны. Наряду с этим, продолжилась политика выселения армянского населения вглубь территории Персии, например, в 1746 году по его приказу, 1000 армянских семейств были насильно переселены из Нахичевани в Хорасан. После смерти Надир-шаха в 1747 году, армянонаселённые меликства попали в вассальную зависимость от новообразованного Карабахского ханства, а ввиду воцарившейся анархии, Персия распалась на фактически независимые ханства (Эриванское, Нахичеванское, Карабахское, Гянджинское и другие). Это было связано в том числе и с тем, что в период правления Сефевидов, персидский шах выделял обширные территории беглербегств местной знати и феодалам, а в дальнейшем, было закреплено право её наследственной передачи.
С приходом к Российскому престолу Екатерины II, произошло значительное оживление армяно-российских связей, а светские и духовные лидеры Армении и Грузии снова начали обращаться к российскому руководству с планами покровительства со стороны России. Крупные армянские купцы, а также католикосы Акоп V и Симеон I, соответственно, в 1760 и 1766 годах, обращались к Елизавете Петровне и Екатерине Великой с предложениями о протекторате России. В 1768 году ею был издан специальный указ о помощи армянам в их освобождении.
Идея освобождения Армении и образования Армянского государства под протекторатом России была озвучена И. Л. Лазаревым А. В. Суворову в начале 1780 года в Астрахани. Суворов, будучи в Астрахани, собирал важную информацию об армянском населении Закавказья. Российские правящие круги, в частности — князь Г. А. Потёмкин, планировали создать Армянское автономное государство под протекторатом России, объединив Карабахское, Эриванское и Нахичеванское ханства, а также район Караджадаг. Территорию Гянджинского ханства планировалось присоединить к Грузии. В 1783 году Аргутинский-Долгорукий написал документ под названием «Набросок договора между нациями — русской и армянской» и состоящий из 18 статей, в котором были изложены основные принципы восстанавливаемого Армянского царства. В том же году Русские генералы (в частности — П. А. Потёмкин), и правящие круги получали письма от армянского населения Восточной Армении: от Карабахских меликов, в котором они заверяли свою поддержку России. Россия, в свою очередь, трижды (1783, 1784 и 1785 годах) планировала военный поход с целью осовбождения Карабаха от Персии; от Эриванских армян, в котором говорилось о поддержке России и готовности всячески помогать русским в деле их продвижения в Закавказье и освобождения Армении.
В этот период, в течение многих лет, попытки установления протектората России над Арменией и Грузией путём организации повстанческого движения предпринимал деятель армянского освободительного движения Иосиф Эмин.
Другой проект Армянского государства, состоящий из 20 пунктов, написанный предпринимателем из Мадрасы Шамиром Шамиряном, был передан Русскому правительству в 1786 году. Он предусматривал осовбождение Армении от власти Османской империи и Персии, признание Русским правительством Армянского государства, с которым Россия устанавливает торгово-экономическое сотрудничество. Предусматривалось также нахождение в Армении в течение 10 лет 6 000 русских солдат для её безопасности и др..

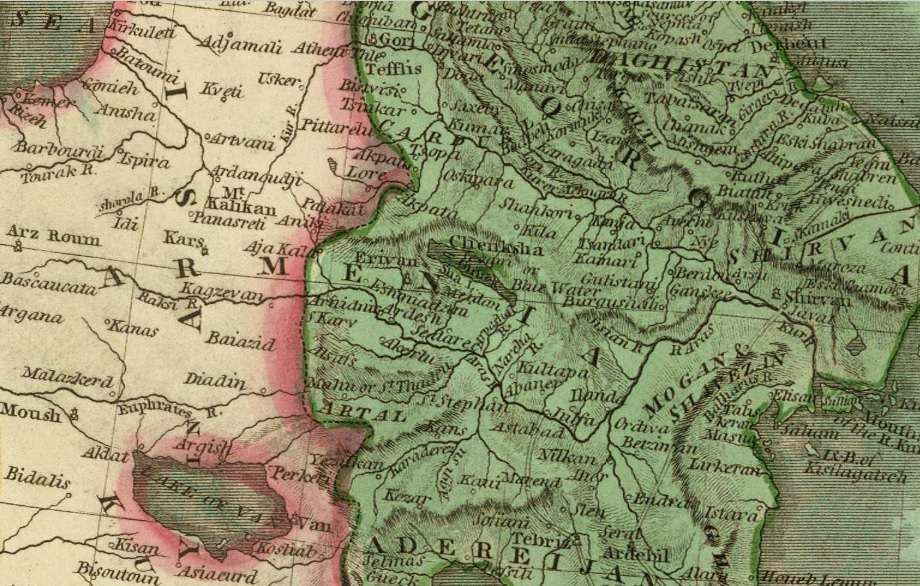
Армения, разделённая между Каджарским Ираном и Османской Турцией.

В 1794 году к власти в Персии пришла династия Каджаров во главе с Ага Мохаммед Каджаром. К 1796 году ему удалось вновь утвердить суверенитет Каджарского Ирана над значительной частью Закавказья, восстановив прежние Сефевидские границы государства, а все ханы Восточной Армении, за исключением Карабахского, подчинились его власти.
С конца XVIII и до начала XIX веков, Восточная Армения находилась в составе Персии и включала территории четырёх ханств: Эриванского, Нахичеванского (включая ряд поселений к югу от реки Аракс), Карабахского (включая Зангезур) и Гянджинского.
В течение предшествующих столетий, переселение кочевых племён на богатые земли вдоль рек Армянского нагорья, обратило вспять историческое преобладание армянского населения. В связи с постоянной миграцией мусульманского населения на территорию Восточной Армении, насильственной депортацией армян, проведённой шахом Аббасом, и постоянным разорительным набегам и войнам, к началу XIX века «едва ли треть её населения были армянами», армяне сохранили значительное большинство лишь в горных районах Карабаха и Сюника (Зангезура). На территории современной Гянджи армяне также стали меньшинством. Например, насильственное выселение армянских семей из Эриванского ханства продолжалось и в 20-е годы XIX века при последнем хане Хусейне.

Карта Армении накануне присоединения к России, 1785-1825 гг.

До вхождения в состав России, армянское население Восточной Армении, по причине войн, переселений и тирании местных правителей, на протяжении предыдущих столетий (только из города Эривань в период с 1795 по 1826 годы было вынуждено переселиться на территорию Грузии свыше 20 000 армян), сократилось до чуть более 20 %, в то время как около 80 % населения двух ханств (Эриванского и Нахичеванского — бо́льшей части Восточной Армении) — были мусульманами (персы, тюрки и курды; 117 849 мусульман и 25 151 армян).
Джордж Бурнутян отмечает, что у исследователей нет единого мнения о периоде, когда армянское население стало меньшинством на территории Восточной Армении. Одни утверждают, что несмотря на визайнтийско-сельджукские войны и разрушения, сопровождающие эти конфликты, армяне сохраняли большинство до нашествий армии Тамерлана и заселения на эти территории тюркских кочевников во времена правления Ак-Коюнлу и Кара-Коюнлу. Другие — что армянское большинство сохранялось до изгнания в Персию при шахе Аббасе и непродолжительной османской оккупации Закавказья в XVII веке.
К середине 1830-х годов, в результате переселений, христианское население в одной части исторической Армении, впервые за более чем четыре столетия, значительно выросло и по численности достигло мусульманского. Рональд Сюни отмечает, что к концу XIX века, «армяне стали составлять большинство на небольшой части своей исторической родины». Д. Бурнутян также подчёркивает: «Через два столетия после принудительного изгнания, армяне достигли лишь паритета с мусульманами в части своей исторической родины». Академическая «Кембриджская история Ирана» отмечает, что к середине XIX века «В результате, армяне снова стали большинством на восточной части своей исторической родины».

## Вхождение в состав Российской империи

Закавказье в конце XVIII века

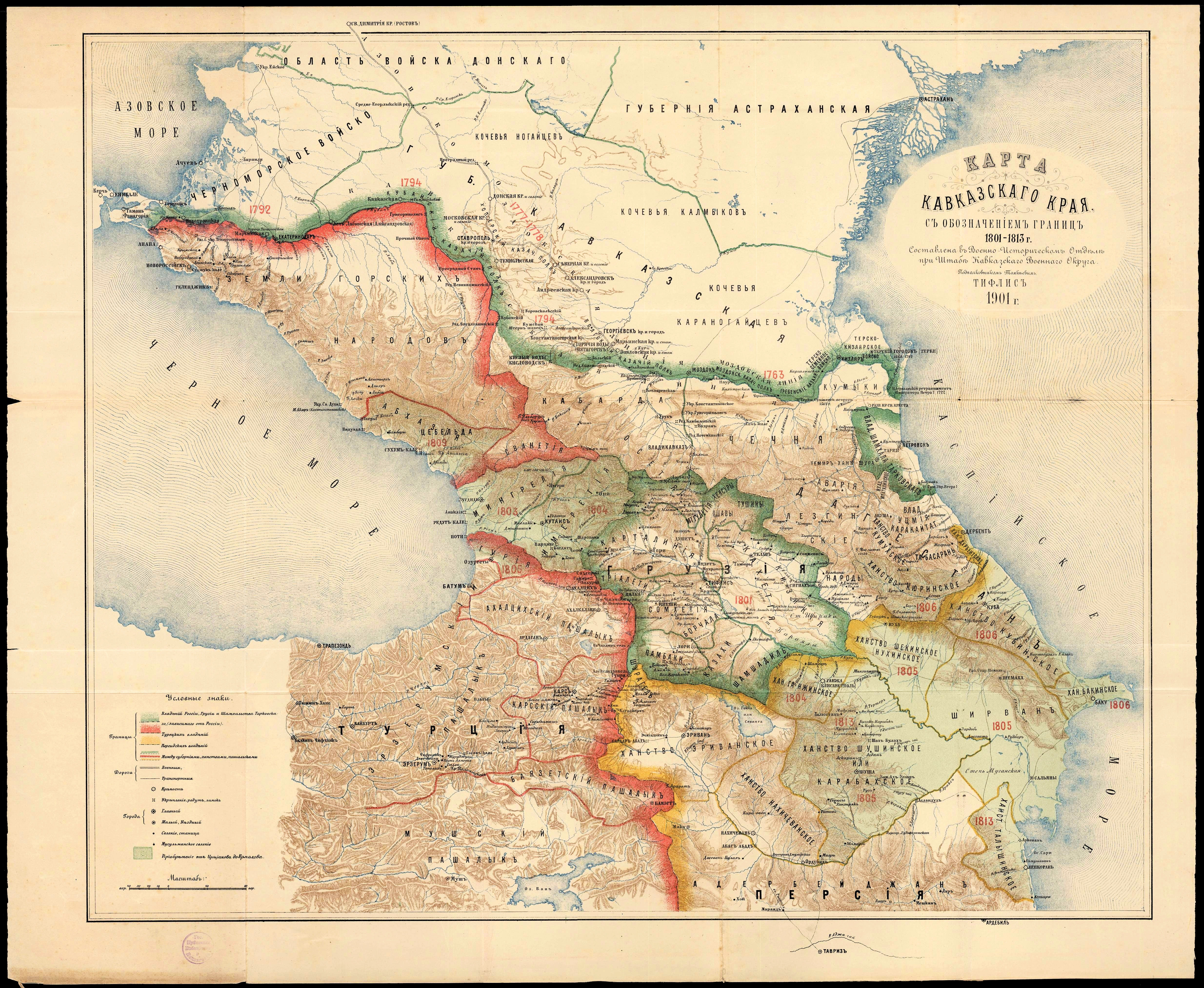
Присоединённые к России ханства на карте Кавказского края с обозначением границ 1801—1813. Тифлис, 1901 год.

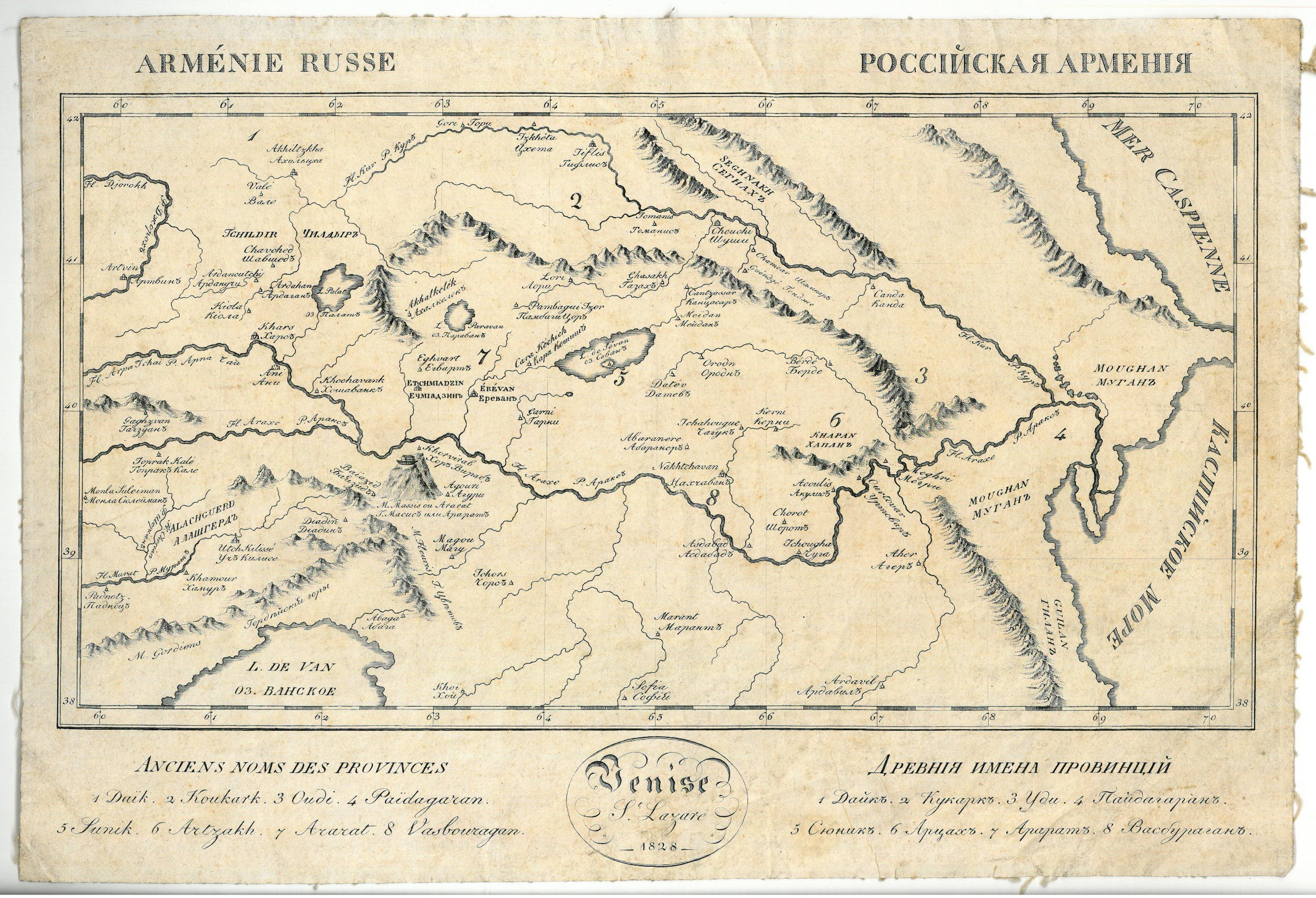
Российская Армения, карта 1828 года

Ещё задолго до завоевания Россией Закавказья, к её руководству многократно обращались армянские политические, общественные и духовные лидеры с просьбами об «освобождении их земель от персидского и османского владычества».
На протяжении столетий Россия расширяла свои владения в южном направлении. Начало экспансии было положено результатами первой Русско-турецкой войны (1568—1570) и первой Русско-персидской войны (1651—1653). В дальнейшем, в результате Русско-турецких и Русско-персидских войн, Россия отвоёвывала всё новые и новые территории, продвигаясь южнее на Кавказ и в Закавказье.
24 июля 1783 года в крепости Георгиевск был заключён договор о покровительстве и верховной власти России над царством Картли-Кахети. Летом 1795 года войска персидского шаха Ага Мохаммеда Каджара вторглись в Закавказье. Его союзниками выступили гянджинский и эриванский ханы, противниками — Картли-Кахетинское царство и Карабахское ханство (в лице армянских меликов Карабаха). К 1796 году было разорено множество городов Восточно-Грузинского царства, в том числе Тифлис. После просьб к России о помощи, начался Персидский поход Екатерины II, целью которого было, в том числе, освобождение Грузии, Восточной Армении (с покорением Эриванской крепости, в чём должны были оказать помощь грузинские и армянские войска) и остальной части Закавказья. Однако смерть императрицы не дала осуществиться задуманным планам. В этот период, армяне из Памбак-Шурагел, Казаха, Карабаха и др. районов переселялись на подконтрольную России территорию Грузии.
8 января 1801 года Павел I подписал указ о присоединении Картли-Кахети к России.12 сентября был издан новый императорский манифест Александра I о включении в состав России Восточно-Грузинского царства. В составе Картли-Кахети вошла северная часть исторической Армении — Лори.
В ходе Русско-персидской войны (1804—1813), Русская армия под командованием Александра I захватила практически всю территорию Закавказья. Война окончилась решительной победой России. Значительную помощь русской армии оказало армянское население, а многие армяне вступали в Русскую армию. В октябре 1813 года был подписан Гюлистанский мирный договор, являвшийся для Персии одним из самых унизительных договоров когда либо заключённых до этого. По нему, Персия признала вхождение в состав Российской империи Дагестана, Картли, Кахетии, Мегрелии, Имеретии, Гурии, Абхазии, половины Восточной Армении и более восточные и северо-восточные территории, а именно: Бакинское, Карабахское, Гянджинское, Ширванское, Шекинское, Дербентское, Кубинское, Талышское ханства. Россия также получила исключительное право держать военный флот на Каспийском море. Персидский наследный принц Аббас Мирза не рассматривал Гюлистанский мир как окончательный мирный договор с Россией, и готовился к новой войне.
Мир был не долгим, междуцарствие после смерти Александра I, восстание декабристов и волнения в недавно завоёванном России Кавказском крае, убедили Аббаса Мирзу в том, что он может вернуть себе уступленные ранее ханства.
В июле 1826 года персидская армия пересекла границу, обозначенную в Гюлистанском договоре, напав на территорию Карабаха. Началась новая Русско-персидская война (1826—1828) . Русской армии большую помощь и поддержку оказало огромное число армянских добровольцев, часть из них вступало в её ряды, часть — создавало добровольческие отряды, многие добывали важную информацию о противнике. Идейным вдохновителем армян был католикос Нерсес V Аштаракеци, он призывал молодых армян присоединиться к России и помочь освободить их Родину. Во время войны он был одним из идеологов и организаторов армянских добровольческих отрядов, сражавшихся вместе с русской армией и внёсших важный вклад в победу. Начиная ещё с 1814 года, Нерсес V, будучи главой епархии Грузии и Имеретии, находясь в Тифлисе, организовывает антииранскую деятельность, а также обращается к России с просьбами завершить освобождение Восточной Армении.

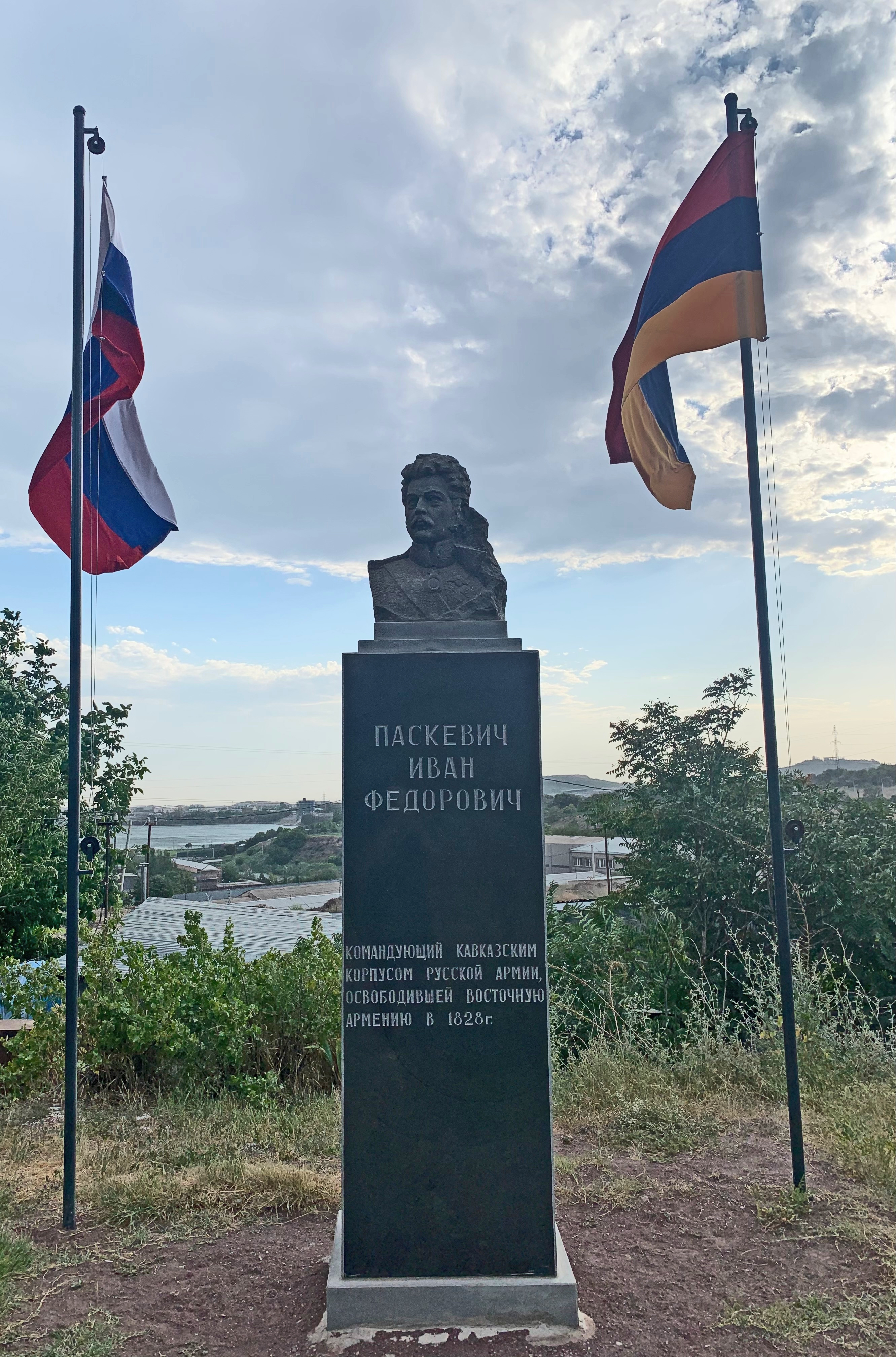
Памятник Паскевичу, установленный на месте расположения его ставки во время штурма Эриванской крепости, Ереван, Армения

В феврале 1828 года Персидская династия Каджаров капитулировала, и в мирном договоре не только признала суверенитет России над областями Восточной Армении, утраченными в 1813 году, но и уступила новые территории Восточной Армении — Эриванское и Нахичеванское ханства (согласно условиям Туркманчайского мирного договора). Новая граница между государствами была проложена по реке Аракс. Кроме того, благодаря стараниям Нерсеса V и оказанной поддержки военно-дипломатических кругов России, в текст договора был включён пункт о переселении армян. Статья 15 договора включала официальное право Российской империи поощрять переселение армян на недавно завоёванные территории в течение одного года, и Персия обязалась не препятствовать их переселению в русские пределы. Также, армянам разрешалось в пятилетний срок продать свою недвижимость на территории Персии. Русские власти освобождали переселенцев от податей на 6 лет, от земских повинностей на 3 года. Каждая семья получала по 10 серебряных рублей. В течение 1828—1832 годов, возможностью переселения воспользовались, по разным оценкам, от 35 560 до 57 000 человек (в том числе и потомки армян, ранее насильственно переселённых шахом Аббасом на территорию Персии). Только за 3,5 месяца из Северной Персии в пределы региона перешли более 8 тысяч армянских семей. Согласно Н. Г. Волковой, большинство из переселившихся армян осело в Карабахе, Нахичеванской (по данным первоисточников — 2 551 семья) и Эриванской областях, однако В. А Шнирельман утверждает, что лишь самая малая часть из них переселилась на территорию Карабаха. Количество переселившихся мусульман южнее вновь установленных границ с Персией оценивается в 35 000 человек. В течение последующих нескольких лет, около 7800 мусульман вернулось обратно. Экономическая ситуация на вновь присоединённых территориях была чудовищной. Значительная часть региона была обезлюдевшей, а сотни деревень были пустыми и разорёнными.
Практически сразу после подписания мира с Персией, началась очередная Русско-турецкая война (1828—1829). В ходе конфликта, русская армия под руководством И. Ф. Паскевича продвинулась вглубь Османской территории, дойдя до стратегически важных городов, населённых, в основном, армянами: Карс, древнего армянского города Байбурт, Гюмюшхане, Алашкертской долины с одноимённым городом. Позднее, турки были вынуждены покинуть город-крепость Эрзерум. На протяжении всего продвижения русских войск вглубь Османской империи, армяне приветствовали их как своих спасителей и радовались, что день освобождения близок. Однако по результатам Адрианопольского мирного договора, Россия получала далеко не все захваченные в ходе боевых действий города и населённые пункты, что вызвало огромное разочарование среди армянского населения Османской империи. Обе стороны пошли на взаимные уступки: Россия отказалась от предложенной ей турецкой стороной части Молдавии и Валахии и от Карса, а Османская империя согласилась предоставить широкую автономию Греции. Также, согласно договору, Турция признавала переход к России Эриванского и Нахичеванского ханств (переданных ранее Персией по Туркманчайскому договору).
После того, как русская армия покинула Эрзерум и Карс, мирное армянское население стало опасаться репрессий со стороны османского государства за то, что они оказывали поддержку наступающим русским войскам. Согласно договору, в течение 18 месяцев армяне могли покинуть свои родные деревни, перейти за новую границу, и наоборот, мусульмане, в основном из в Ахалцихе и Ахалкалаки, получили привилегию переселиться западнее от установленной границы. В течение двух лет после окончаний военный действий, из вновь присоединённых территорий, в Турцию ушли турки и курды, а на территорию России переселились, по разным оценкам, от 21 600 до 45 000 турецких армян из Эрзерумского, Баязетского и Карсского эялетов.
Вхождение в состав России рассматривалось армянским населением как наиболее благоприятное средство для начала нового национального и культурного возрождения, а также безопасности. По мнению д.и.н. Балаяна Б. П., в результате вхождения в состав России территории Восточной Армении, «часть армянского народа спаслась от угрозы физического истребления».

## Установление Российской власти

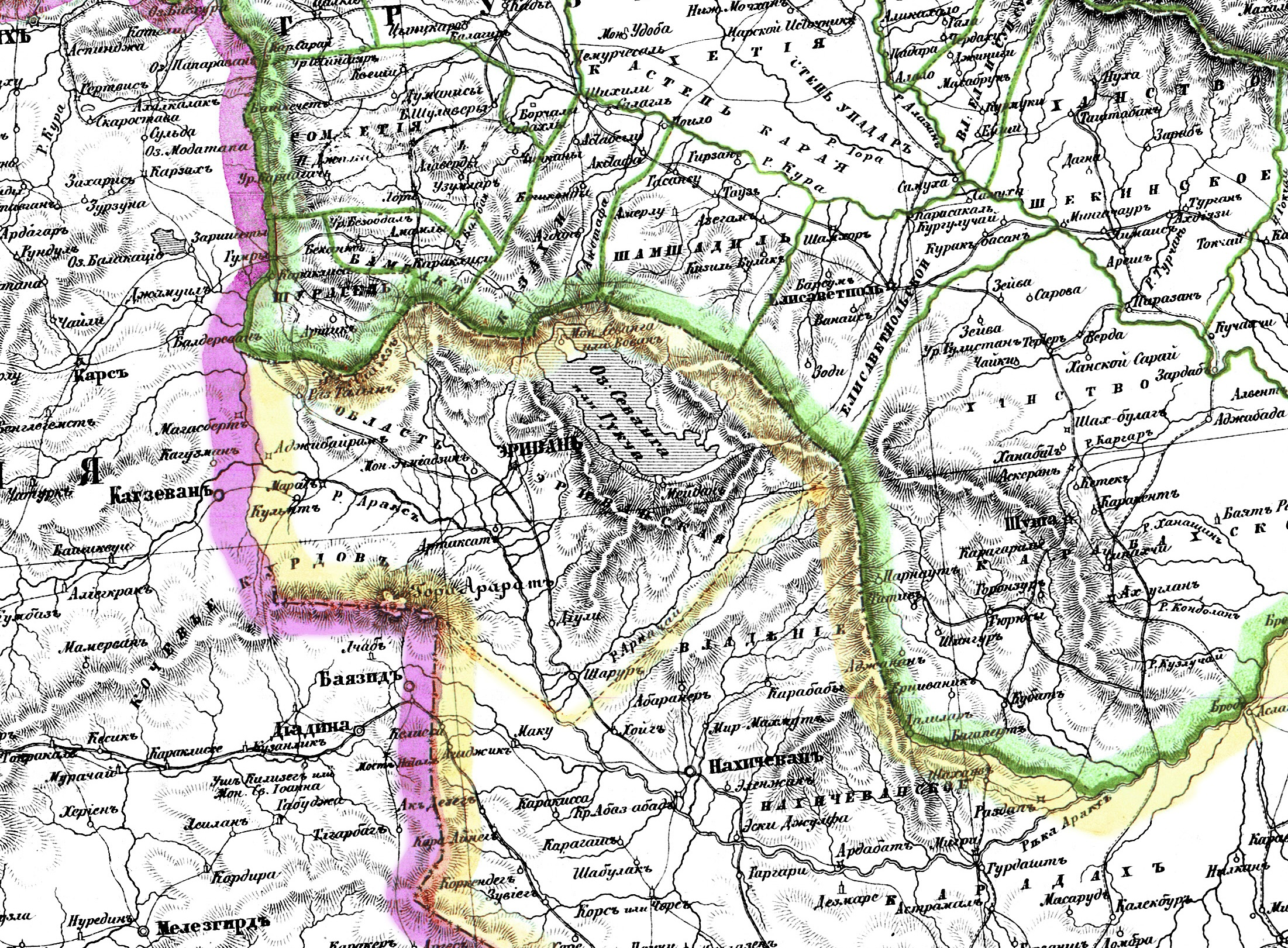
Административно-территориальное деление части Российского Закавказья (1813—1826)

В самом начале XIX века административно-территориальное деление российского Закавказья выглядело следующим образом: в 1801 году была образована Грузинская губерния, а в 1811 году — Имеретинская область.
Сразу же после окончания войны с Персией (1828), влиятельные российские подданные армянского происхождения (Христофор Екимович Лазарев, Моисей Захарович Аргутинский-Долгорукий, Александр Макарович Худобашев) предоставили разработанный план создания автономного армянского царства под протекторатом и управлением России. Сторонником подобной идеи был также Нерсес V. Однако император Николай I отверг это предложение, одобрив план образования Армянской области в составе Российской империи.
Армянская область была образована Высочайшим указом императора Николая I от 21 марта 1828 года, располагалась она в северо-восточной части Армянского нагорья, на территории бывших Эриванского и Нахичеванского ханств и занимала площадь 20 720 км². Некоторые районы Армянского нагорья (Лори, Памбак, Шамшадин, Газах и Карабах (включая Нагорный Карабах) и Гянджа) не были включены в состав новой административной единицы. Частично, они вошли в состав Карабахской провинции, Елизаветпольского округа, а также трёх дистанций: Борчалинской, Шамшадильской и Казахской.

Высочайший указ правительствующему Сенату от 21 марта 1828 года, № 1888.
О наименовании присоединённых к России ханств Эриванского и Нахичеванского Областью Армянскою.
Силою трактата, с Персию заключённого, присоединённые от Персии ханство Эриванское и ханство Нахичеванское, Повелеваем во всех делах именовать отныне Областью Армянскою и включить оную в титул Наш. Об устройстве сей области и порядке её управления.
Правительствующий Сенат в своё время получит надлежащие повеления.
Подписано «Николай»

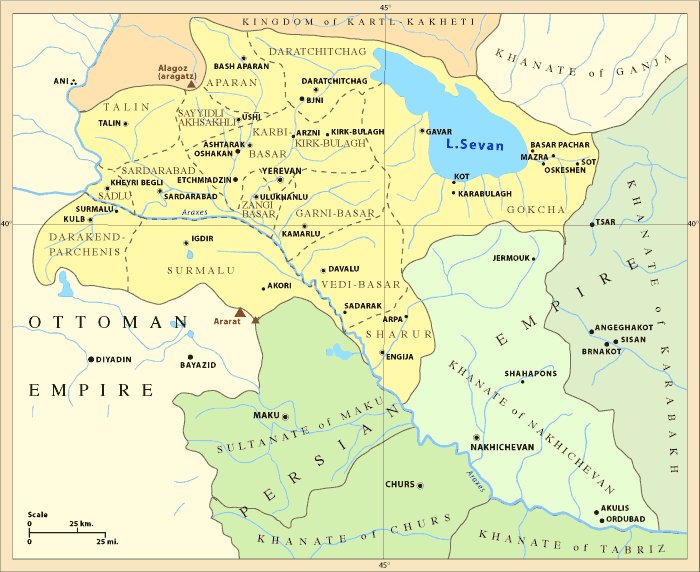
Армянская область Российской империи занимала территории бывших Эриванского (помечено жёлтым) и Нахичеванского (помечено светло-салатным) ханств.
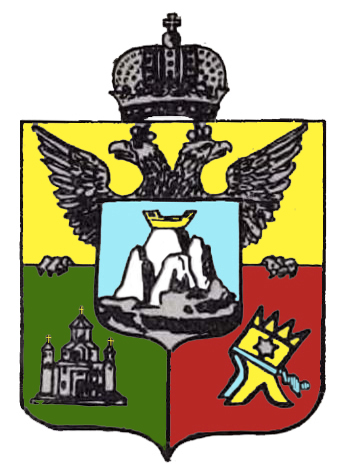
Герб области

Крестьяне составляли около 90 % населения области (70—80 % из них были государственными, остальные — помещичьи), торговцы и ремесленники — около 6 %, остальная часть населения принадлежала к высшим сословиям и духовенству.
Джордж Бурнутян расценивает создание Армянской области как уступку армянскому населению со стороны российского государства и «иллюзию полуавтономии», а также отмечает, что создание области было вызвано усилиями про-армянски настроенных российских чиновников, пожелавших наградить армянское население за поддержку во время Русско-персидских войн. Ричард Ованнисян пишет: «Щит христианской Руси открыл новые горизонты для армянского политического сознания». Видные армянские деятели с первых дней стали принимать активное участие в местном управлении, консультировании новой русской власти и других политических и общественных процессах, всячески способствуя укреплению новой администрации. Армянский народ был всячески благодарен императорской власти за отношение, проявленное к нему в тяжёлый период. Например, ликование вызвало принятие официального герба области, напоминающего царские штандарты древних армянских царей. Приход России являлся для армян освобождением от многовекового мусульманского господства и стал важнейшим фактором, гарантирующим их физическую безопасность и будущее развитие армянского народа.

Первоначально, структура управления краем была идентична персидской, даже большинство чиновников, служивших при Каджарах, сохранили свои должности. Русских управленцев в крае было немного (в основном, высшие должностные лица). Смешанная система (на высшие должности назначались русские чиновники, а на среднем и нижнем уровнях практически всё осталось без изменений с феодального ханского периода) управления в области показала свою неэффективность. С течением времени, нарастало недовольство произволом и коррупцией местной администрации, что побудило российские власти разработать управленческую реформу, начав с русификации административной деятельности и отменой местных обычаев, которые сильно тормозили развитие территории. Вначале, правящие круги России оставили непоколебимым политическое влияние Армянского католикосата и не покушались на собственность Армянской церкви, понимая её огромную роль в жизни народа.

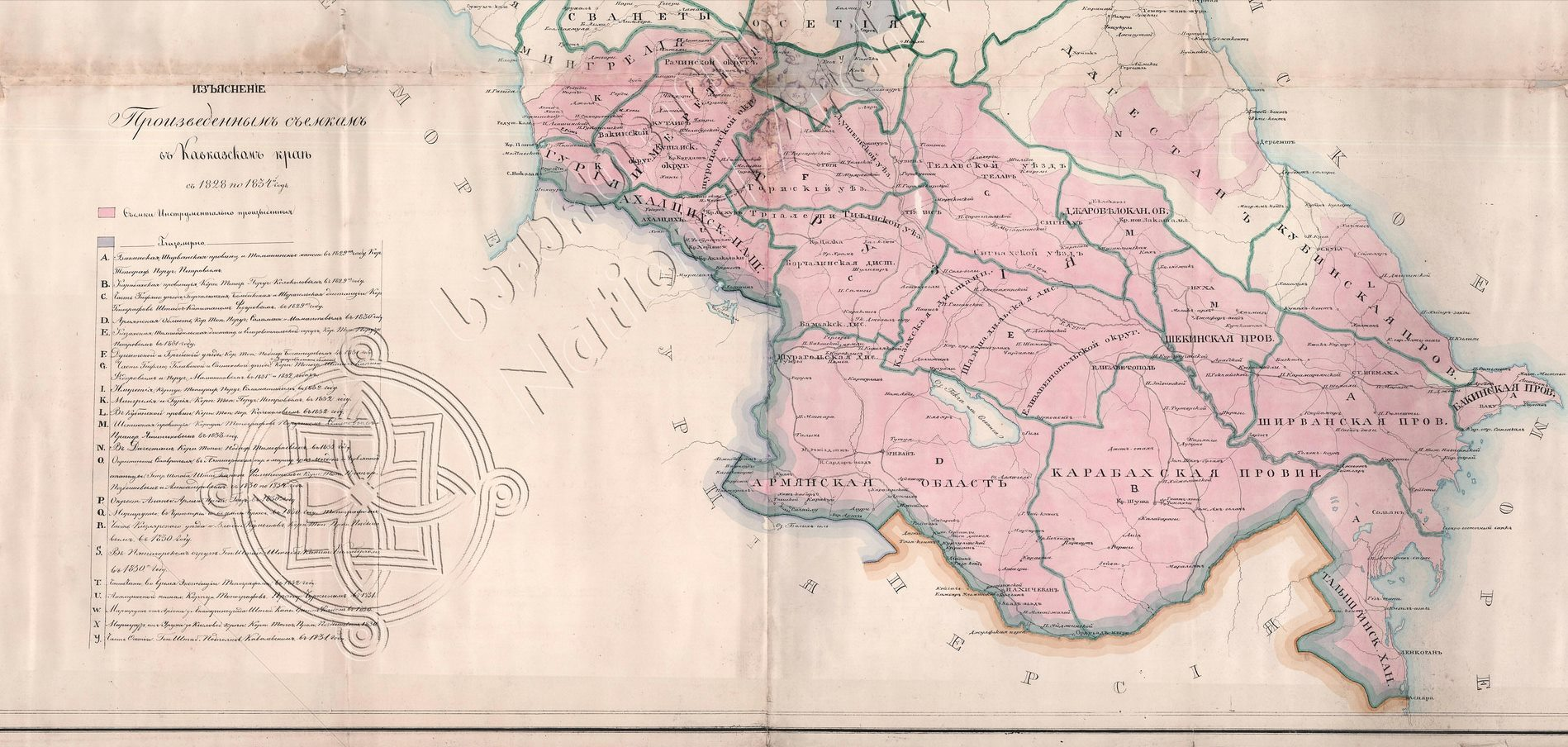
Российское Закавказье в 1834 году.

В мае 1829 года И. Ф. Паскевич написал рапорт Николаю I с призывом к скорейшему реформированию системы управления Закавказским краем и первоочередным упразднением разнообразных форм управления и смешенных местных и российских законов. Им же был подготовлены «Предложения об устройстве Закавказского края».
22 июня 1833 года Николай I издал закон «Об устройстве управления Армянской областью, с приложением штата оному правлению», полностью изменивший структуру системы управления (экономическую и судебную системы) области, а также её административно-территориальное деление (в составе Эриванской провинции образовались 4 округа — Эриванский, Сурмалинский, Сардар-Абадский и Шарурский).

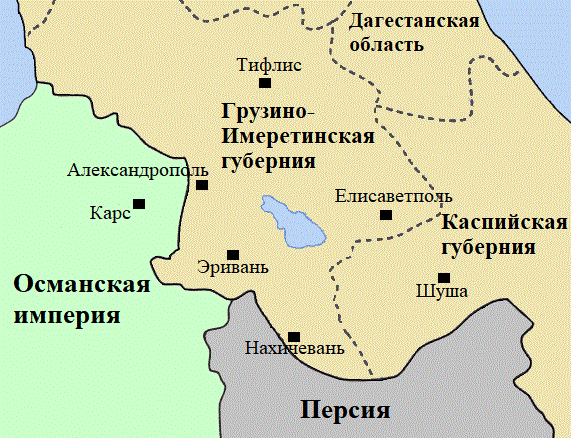
Административно-территориальное деление Закавказья 1840—1845 гг.

В 1840 году был отменён особый статус Армянской области. Правительство России опасалось углубления националистических настроений среди населения в Закавказье, в том числе и среди армян. Для борьбы с возможными сепаратистскими тенденциями на Кавказе и в Закавказье в целом, политика царского правительства была направлена на объединение контрастных географических образований в новые области с неестественными границами и неоднородным населением.
Так, на основании закона об административной реформе, утверждённого императором Николаем I 10 апреля 1840 года под названием «Учреждение для управления Закавказским краем», всё Российское Закавказье было объединено в две административные единицы — Грузино-Имеретинскую губернию и Каспийскую область. Территория бывшей Армянской области вместе с Ахалкалаки, Лори и частично Елизаветпольский округ, Борчалинская, Шамшадильская и Казахская дистанции (районы Памбак и Шамшадин), вошли в состав Грузино-Имеретинской губернии, а Карабах (часть Карабахской провинции) с прилегающими районами — в состав Каспийской области.
Территориальная реорганизация не принесла желаемых результатов, но вместо этого вызывала новые сопротивления и русофобию среди мусульманских народов Кавказа: в частности, эти меры не помогли остановить продолжавшуюся уже несколько десятилетий Кавказскую войну. 27 декабря 1844 года на территориях Кавказа и Закавказья, вошедших в состав Российской империи, было вновь учреждено Кавказское наместничество с центром в Тифлисе. Наместником и главноуправляющим кавказскими войсками был назначен Новороссийский и бессарабский генерал-губернатор, князь Михаил Семёнович Воронцов.
Началась очередная административная реформа управления закавказскими территориями, направленная, прежде всего, на разукрупнение административных единиц. Высочайшим указом от 14 декабря 1846 года Грузино-Имеретинская губерния и Каспийская область были упразднены. Образованы четыре губернии: Тифлисская, Кутаисская, Шемахинская и Дербентская. Большинство армянонаселённых районов были включены в состав Тифлисской губернии, в том числе Елизаветпольский, Эриванский, Нахичеванский, Александропольский уезды. В состав Кутаисской — Артвинский округ, в состав Шемахинской — территория бывшей Карабахской провинции (в 1864 году вошла в состав вновь образованной Бакинской, в 1867 — Елизаветпольской губерний). Военный губернатор являлся главой губернии, и был наделён полномочиями как по гражданской, так и по военной части.
Высочайшим указом императора Николая I данным Сенату 9 июня 1849 года из Эриванского, Нахичеванского и Александропольского уездов (кроме Ахалкалакского участка), отделенных от Тифлисской губернии, а также из Мигринского участка и селения Капак, отделенных от Шемахинской губернии, была образована Эриванская губерния, в составе которой теперь было 5 уездов с новыми границами: Эриванский, Нахичеванский, Александропольский, Ордубатский, Ново-Баязетский.

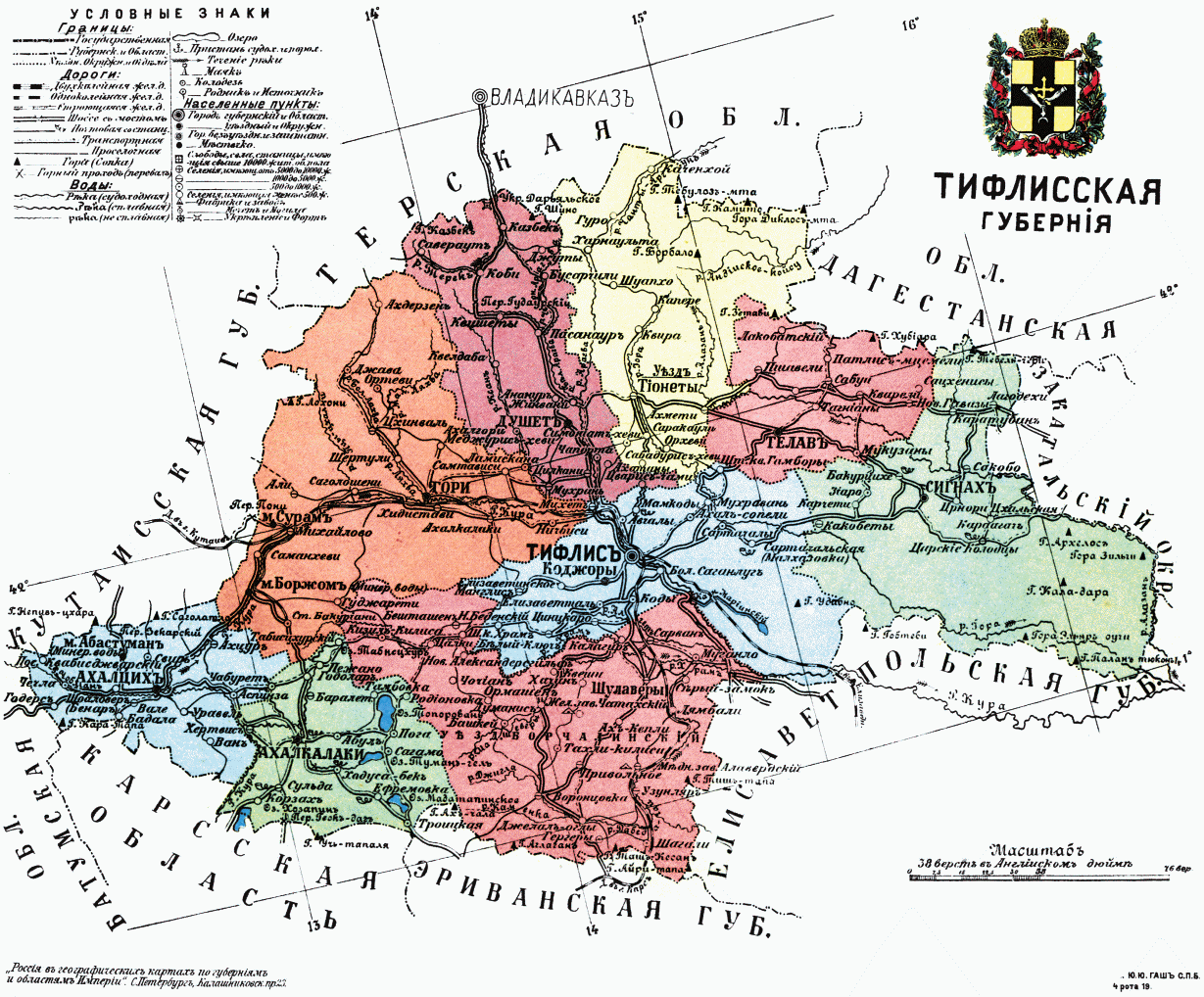
Тифлисская губерния
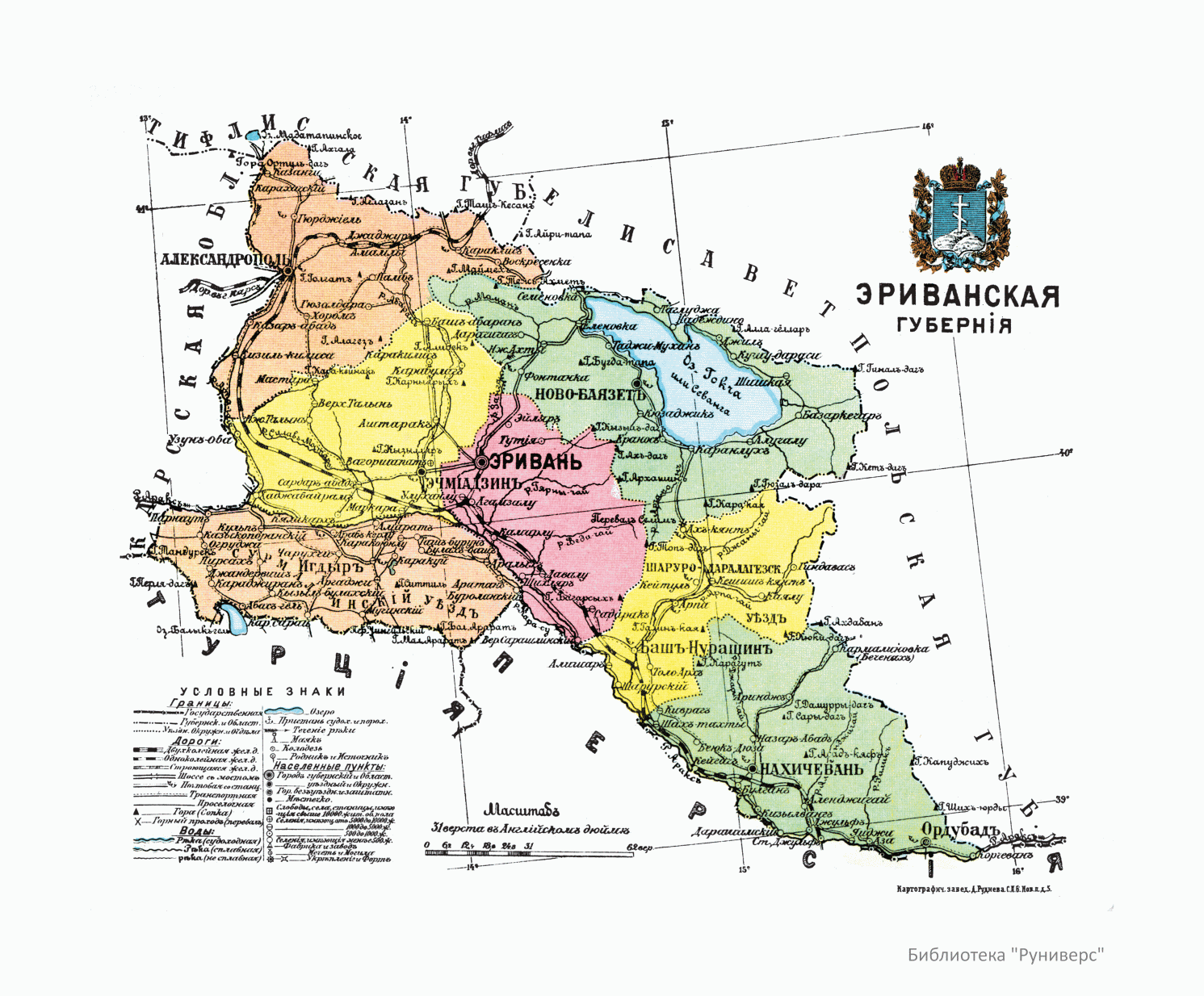
Эриванская губерния

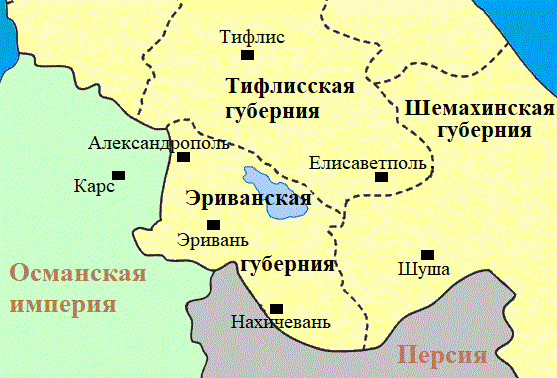
Административно-территориальное деление Закавказья 1845—1868 гг.

Образование губернии рассматривалась армянским населением как компенсация за потерю бывшей области. Ричард Ованнисян отмечает, что, создавая Эриванскую губернию, наместник на Кавказе князь М. С. Воронцов, желал одновременно завоевать доверие армян, доказавших свою преданность России на протяжении XVIII—XIX веков, и решить ряд экономических и военно-политических задач.
В 1862 году Лорийский участок Александропольского уезда Эриванской губернии отошёл Тифлисской губернии (с 1880 — в составе Борчалинского уезда).
Высочайшим указом императора Александра II «О преобразовании управления Кавказского и Закавказского края» от 9 декабря 1867 года была образована географически и этнически—искусственная Елизаветпольская губерния.

Именной указ данный Сенату от 9 декабря 1867 года, № 45268.
Из существующих ныне за Кавказом четырёх губерний образовать пять, учредив новую губернию Елизаветпольскую, в составе которой ввести части нынешних: Тифлисской, Бакинской и Эриванской…

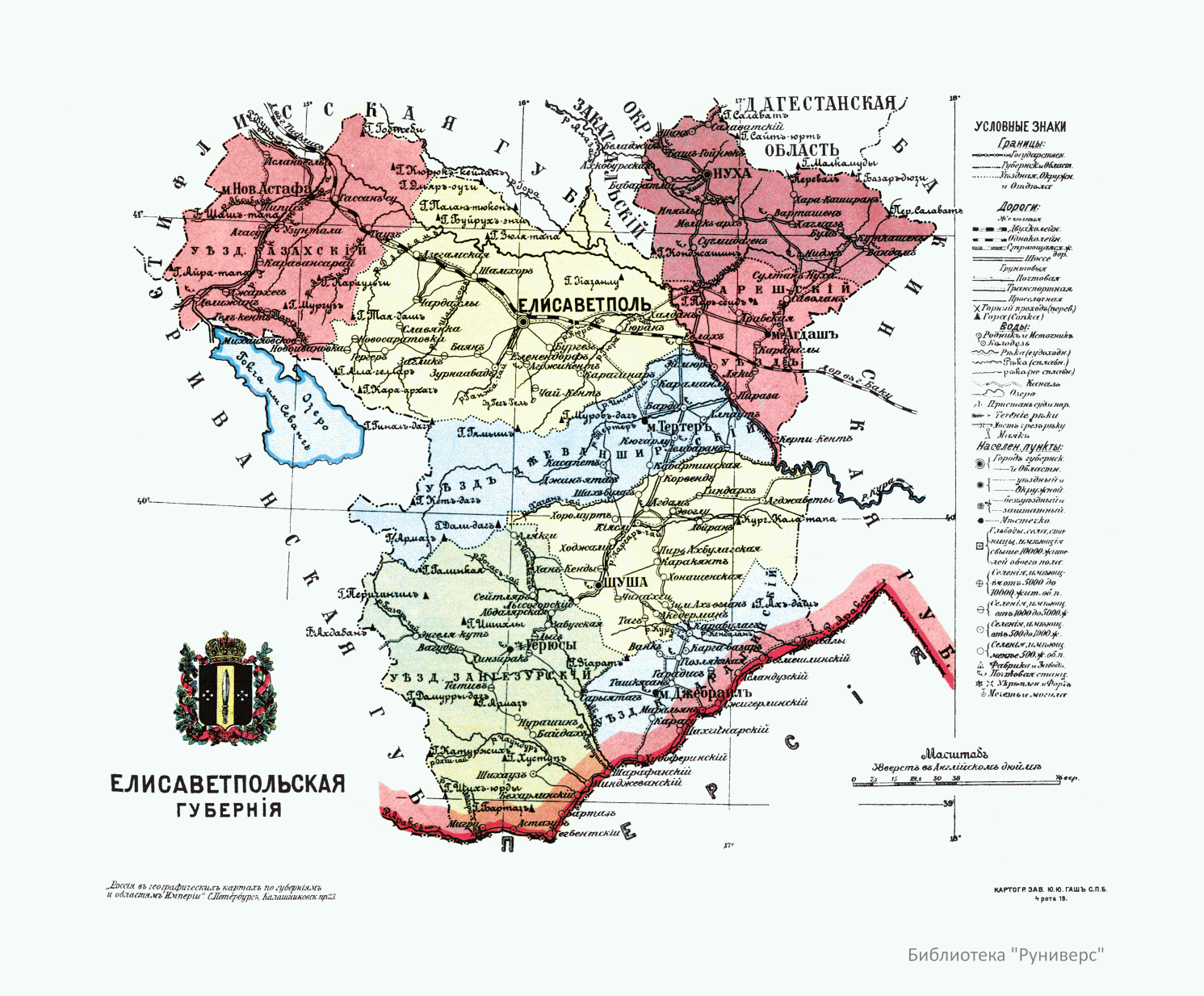
Елизаветпольская губерния

В её состав вошли Восточные территории Армянского нагорья (частично Тифлисская, Бакинская и Эриванская губерний): Елизаветпольский уезд Тифлисской губернии, Нухинский и Шушинский уезды Бакинской губернии , а также вновь образованные Казахский и Зангезурский уезды (к последнему была отнесена часть территории упразднённого Ордубадского уезда Эриванской губернии). В 1873 году, в связи с разукрупнением уездов, в составе губернии было образовано три новых уезда — Арешский, Джебраильский и Джеванширский.
Этим же указом Тифлисская губерния была разделена на шесть уездов: Ахалцихский, Горийский, Душетский, Тифлисский, Телавский и Сигнахский (в 1874 году из части Ахалцихского уезда был образован Ахалкалакский уезд, а Тионетский округ переименован в Тионетский уезд. В 1880 году из части Тифлисского уезда был образован Борчалинский уезд).
А Эриванская — на пять: Эриванский, Александропольский, Эчмиадзинский, Новобаязетский и Нахичеванский (все 5 уездов уже существовали с 1859 года, однако согласно упомянутому выше указу был упразднен Ордубадский уезд, часть территории которого была отнесена к Нахичеванскому). В 1874 году было образовано два новый уезда — Шаруро-Даралагезский и Сурмалинский.
Итогом всех административных реформ стала унификация системы управления Восточной Арменией и Закавказья в целом с системой управления административным устройством всей Российской империей, а также вступления в силу Российских законов на территории Закавказья.

## В составе Российской империи

### Правления Александра I и Николая I
Правящими кругами Российской империи Закавказье рассматривалось как область военных и стратегических интересов России, прежде всего, по причине враждебности Османской и Персидской империй. Российская политика на вновь отвоёванной территории была направлена на максимально полную интеграцию этнических окраин в «систему» Российского государства, централизацию власти и русификацию. На первой этапе, у российских правящих кругов не было единого мнения по подходу к системе управления областями, вошедших в состав России. Звучали мнения, что территории следует эксплуатировать как Российскую «колонию», или, что необходимо экономически развивать регион для увеличения благосостояния его жителей. Имелись две диаметрально противоположные точки зрения на всю систему и структуру управления краем: одни придерживались мнения о том, что к местными традициям и обычаям следует относиться бережно, другие — выступали за тотальную русификацию системы управления краем. В течение последующих нескольких десятилетий, отмечалось достаточно слабое развитие региона. Причиной тому, в том числе, служили повышенные налоги и сборы с местных предпринимателей, что привело к уменьшению товарооборота, а также отсутствие необходимых административных реформ (функционировала персидская административная структура управления краем, а многие чиновники, служившие при каджарах присягнули русской администрации).

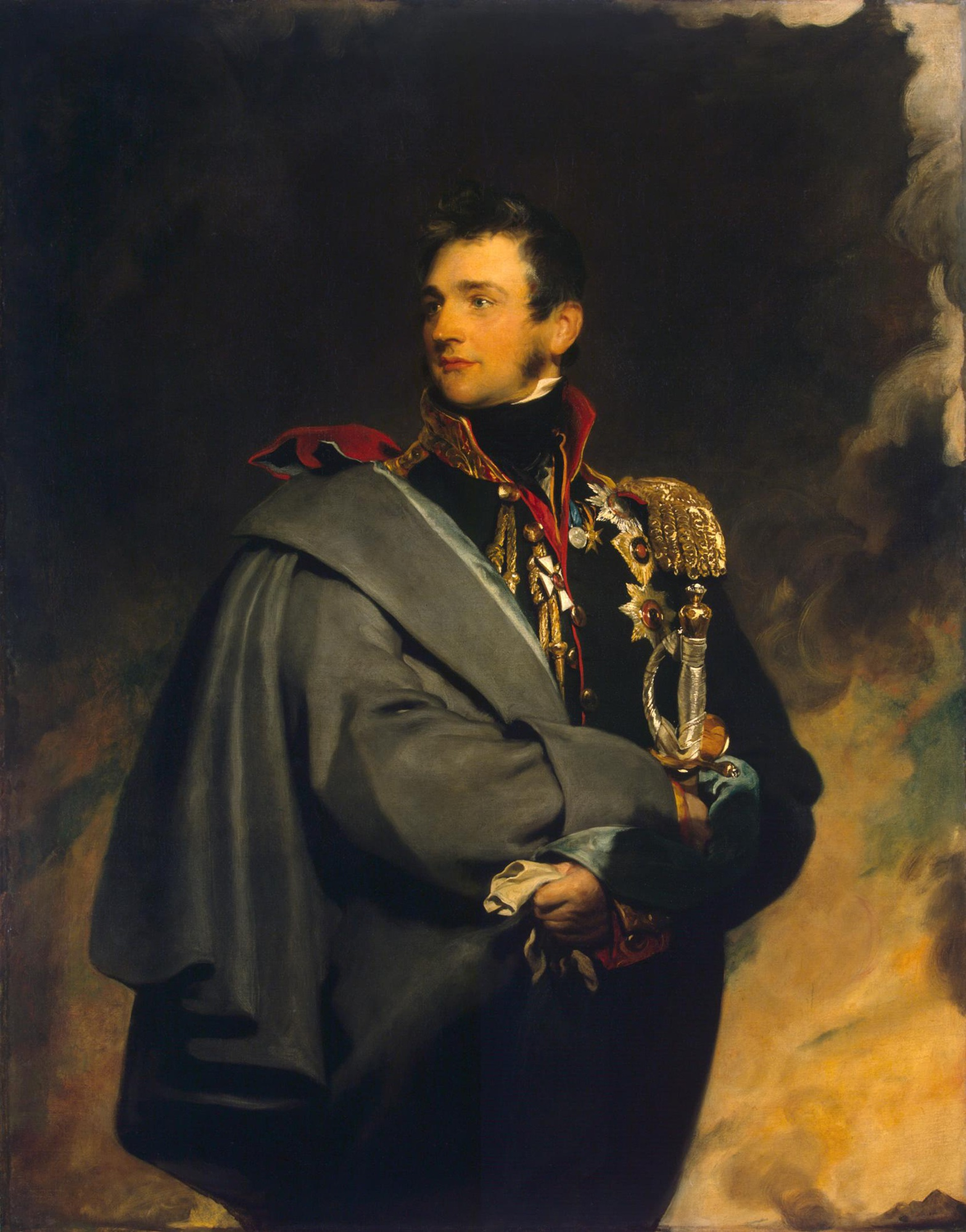
Михаил Семёнович Воронцов

С течением времени, реформы, предпринятые Российской администрацией, стали давать свои положительные результаты. В декабре 1844 года, с учреждением Кавказского наместничества и назначением наместником на Кавказе князя Михаила Семёновича Воронцова, началось более интенсивное экономическое и хозяйственное развитие, а также социальный подъём армянского населения Закавказья. За почти десятилетие своего руководства, Михаилу Семёновичу удалось добиться лояльности грузинских и армянских торговцев к Российскому государству (им оказывалась всевозможная помощь: например, были снижены тарифы и разрешён транзит европейских товаров через территорию Закавказья и др.).
Всячески поощряя предпринимательскую деятельность, в особенности среди армян, он объявил армянский средний класс Тифлиса «Почётными гражданами Российской империи», освободив их от призыва на военную службу и определённых налогов. Это послужило началом формирования в Закавказье новой промышленной среды. Благодаря этим и другим инициативам наместника, армяне приобретали влияние и в других городах Закавказья. К середине XIX века, процветающая армянская буржуазия стала верными приверженцем российской государственности. Многие русифицировали свои имена и отправляли своих детей в русские школы.
11 марта 1836 года Николай I именным указом утвердил «Положение об управлении делами Армяно-Григорианской церкви в России», состоящее из 10 глав и регулирующее взаимоотношения императорского правительства и Армянской Апостольской церкви. Документ начал разрабатываться ещё в 1830 году, когда был принят Проект «Учреждения по управлению делами Армянского духовенства в России», локализовавший деятельность Армянской церкви на территории России и имевшей целью упорядочить отношения между Российском государством и Армянской церковью. Его созданием занималась тайная комиссия, созванная И. Ф. Паскевичем в Тифлисе. Наместник на Кавказе барон Г. В. Розен также считал необходимым создание Положение, «которое могло бы удержать в рамках обязанностей как католикоса, так и остальные духовные саны Эчмиадзина». Проект 1830 года ограничивал права католикоса, делая его более зависимым от Эчмиадзинского Верховного совета, а также учитывал систему управления Армянской церковью: у Патриаршеств (Первопрестольный Эчмиадзин, Иерусалимский и Константинопольский патриаршества, а также католикосаты Ахтамара и Киликии) в подчинении находились около сорока епархий, а им, в свою очередь, подчинялись приходы. После того, как первоначальный проект не был одобрен Российским правительством, император Николай I своим указом созвал новую комиссию в Петербурге, которая и приступила к разработке Положения.
Положение проходило обсуждение в Государственном Совете Российской империи, при участии тогдашнего министра внутренних дел Д. Н. Блудова, и было согласовано с католикосом всех армян Ованесом VIII Карбеци. Большой вклад в его разработку внёс Христофор Лазарев. Именно с его предложениями, по мнению д.и.н., проф. В. Г. Туняна, связано решение об именовании Армянской Апостольской Церкви «Григорианской»: «… предлагаемое наименование было шире чем „Закавказская Армянская церковь“, поскольку её главенство в первом случае автоматически должно было признаваться всеми иерархическими престолами; во-вторых, данное наименование позволяло оказывать содействие политическим интересам Российской империи на Ближнем Востоке, особенно в Османской империи, поскольку после утраты независимости Армении св. Эчмиадзин выступал в качестве духовного и национально-политического института; в-третьих, св. Гр. Первосвятитель являлся святым как для Русской Православной церкви, так и Католической церкви, мощи которого находятся до сих пор в церквях Неаполя и Нардо, нося название Сан Грегорио Армено». В указе Николая I, в частности, говорилось:

Именной указ, данный Сенату от 11 марта 1836 года № 8970.
По покорении войсками Нашими Эчмиадзина, древнего местопребывания Верховного Патриарха Армяно-Грегорианской Церкви и Католикоса всего Гайканского народа, и по присоединении онаго, вместе с Армянской областью, к Российской империи, Мы признали нужным управление делами сей Церкви и духовенства оной установить на твёрдых и ясных началах.
Вследствие сего Мы Повелели начертать на месте проекта полнаго положения о управлении делами Армяно-Грегорианской Церкви, приняв к оному в основание собственные древния ея установления, и сообразив их с общими законоположениями Нашей Империи.

Положение предоставляло Армянской церкви национально-культурную автономию и особые привилегии духовенству. Церковь признавалась соборной и вселенской, была гарантирована безопасность и неприкосновенность её собственности. Управление армянскими школами возлагалось исключительно на церковь, также церкви было дано право открывать новые школы с одобрения Министра внутренних дел. Духовенство освобождалось от налогов, а армянскому населению была гарантирована свобода вероисповедания. Эчмиадзину было предоставлено главенство над семью Российскими епархиями Армянской Апостольской церкви: Эриванской, Александропольской, Грузинской, Карабахской, Ширванской, Нахичеванской и Астраханской. Католикос всех армян избирался церковно-национальным собранием светских и духовных представителей от всех епархий и глав иерархических престолов на пожизненный срок. Утверждал главу церкви лично Государь Император из числа предоставляемых ему кандидатов (обычно двух). Рональд Сюни отмечает, что Положение «установило рабочие отношения и сотрудничество между государством и церковью» . В целом, Положение усиливало роль и полномочия католикоса. Однако среди населения оно было воспринято неоднозначно, прежде всего, из-за невозможности, согласно Положению, вести деятельности с зарубежными епархиями и зарубежными армянами напрямую, минуя МИД России. На протяжении последующих пятидесяти лет, государство минимально вмешивалось в дела Армянской церкви.
В тот же период происходит процесс национального и культурного пробуждения армян, живущих в России. В основном, это было связано с усердной работой небольшого числа армянских интеллектуалов (в том числе из многочисленной диаспоры: литераторов, учёных, предпринимателей, политических и военных деятелей). Однако общей сплочённости среди населения по-прежнему не наблюдалось, прежде всего, из-за значительного территориального расселения армян по всей территории центральной России, а также по причине глубоких социальных различий между процветающим и более образованным городским средним классом (политические устремления молодой армянской интеллигенции всё больше расходились с традиционными духовными ценностями армян, живущими вдали от крупных городов) и бедным крестьянством закавказских деревень.

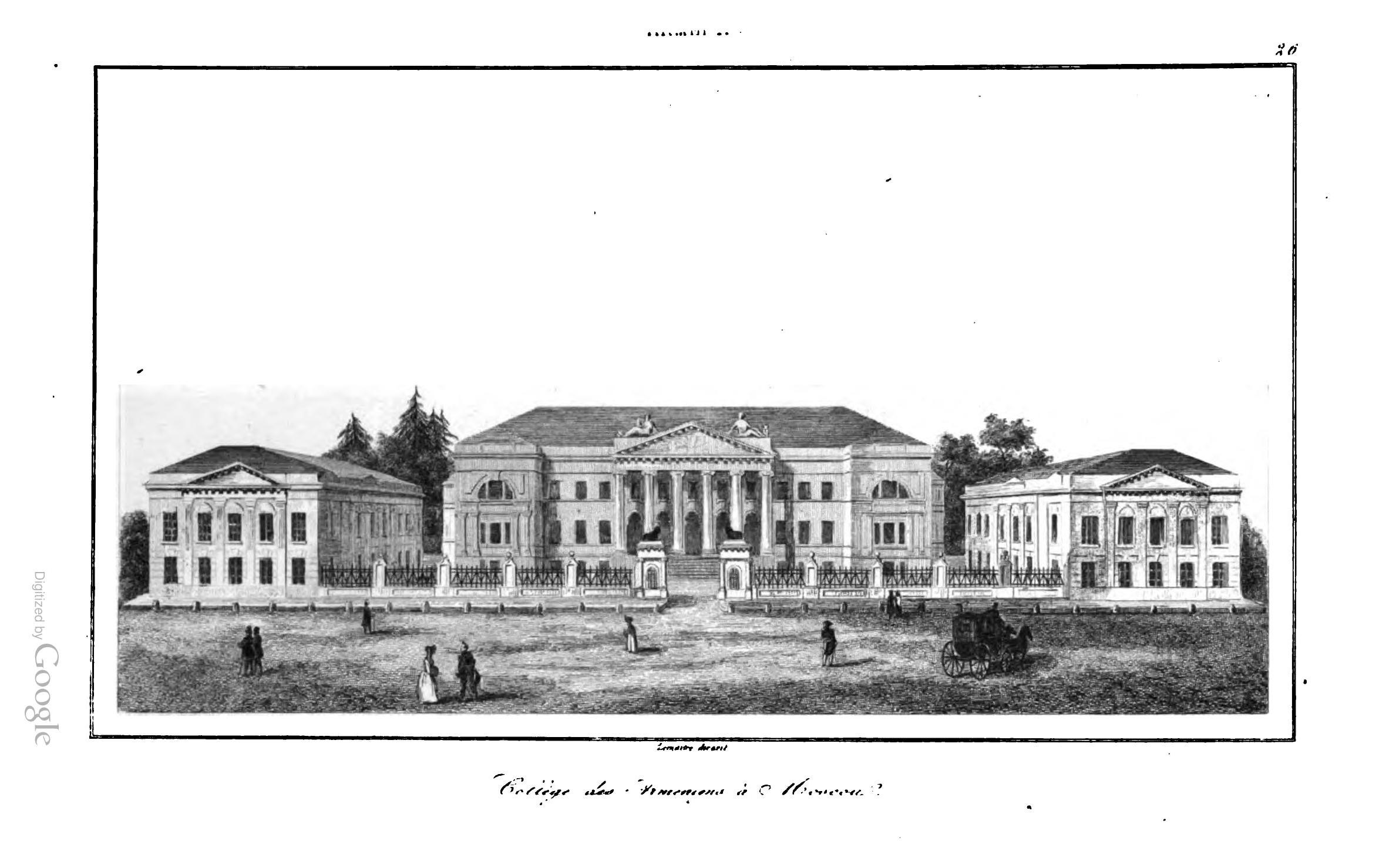
Лазаревский институт восточных языков, XIX в.

До вхождения в состав России, практически вся система образования армянского населения Восточной Армении находилась в руках Армянской церкви. Первые учебные и просветительские заведения, основанные армянами, начали открываться на территории России в самом начале XIX века. Первым подобным учебным заведением стала школа имени Агабабова в городе Астрахань, основанная в 1810 году. В 1811 году была открыта школа в Нор Нахичеване, а в 1815 году в Москве открыто Армянское Лазаревых училище (Московский армянский гг. Лазаревых институт). В 1824 году, в Тифлисе, по инициативе главы Грузинской епархии Армянской Церкви Нерсеса V, было основано главное учебное заведение армян Закавказья — Академия Нерсисяна. По инициативе наместника, в 1848 году создан Кавказский учебный округ, задачей которого, в том числе, было преобразование средних и высших учебных заведений и повышение качества образования.
Наряду с открытием светских учебных заведений, продолжали основываться и новые Церковные школы, число которых к 1836 году составило 21 (речь идёт только об Эриванской губернии). В 1850 году Армянской Церковью в Закавказье были открыты первые трёхлетние начальные школы с обучением на армянском языке. В результате реформы системы образования 1872 года было создано 7 начальных школ в Эривани, Александрополе, Аштараке, Ново-Баязете, Нахичевани, Ордубаде и Игдыре. Через 10 лет насчитывалось уже несколько сотен школ (в основном начальных, а также средних) (270 к 1885 году . По данным на 1910 год, на территории только Эриванской губернии было 311 учебных заведений, в которых обучалось 23 530. Часть из них находилось в ведении Министерства Просвещения, другие — Армянский церкви. К 1913 году, на территории губернии было уже 459 учебных заведений, в которых обучалось 35 000 учеников. На территории губернии было 45 мусульманских школ с 830 учениками
Основной сложностью, связанной с образованием армян, являлось противоборство строгой церковной и «современной» на тот период времени систем. Первую отстаивали церковные деятели, вторую, соответственно, — молодое поколение армянских просветителей (Хачатур Абовян, отец и сын Габриэль и Рафаэль Патканяны, Микаэл Налбандян, Григор Отян, Наапет Русинян и многие другие), целью которых было дать возможность знакомиться не только с церковной, но и светской литературой, доступной в то время далеко не каждому. Тем не менее, многие армянские студенты, после окончания церковной школы, продолжали своё образование в крупнейших университетах Европы и России.
Ещё одной проблемой, с которой столкнулось молодое армянское поколение, живущее теперь на территории России — это отсутствие армянского литературного языка. Диалект восточных армян был представлен множеством как грузинских, так и русских слов, а жители Эривани, Карабаха и некоторых других областей, нередко испытывали трудности в общении друг с другом. Первым ситуацию попытался исправить армянский писатель, педагог и этнограф Хачатур Абовян своим романом «Раны Армении», написанном на современном, на тот момент, восточно-армянском языке с использованием эриванского диалекта. Микаэл Налбандян писал по этому поводу следующее: «Сердце и душа нации могут сохранить свои качества и самобытность в чистоте только благодаря тому, что они сформированы под влиянием национального языка. Тот, кто отрицает эту истину, отрицает свою национальность».
В этот период шло широкое распространение армянской публицистики: в Тифлисе начала издаваться газета «Кавказ» (1846—1847), затем «Арарат» (1850—1851), а начиная с 1868 года — одноимённый журнал в Эчмиадзине. В 1854—1864 годах в Москве издавался просветительский армянский журнал «Юсисапайл» («Северное Сияние»). В 1872—1892 годах в Тифлисе под редакцией Григора Арцруни выходила либеральная литературно-политическая газета «Мшак», популяризирующая среди армян пророссийские настроения.
Благотворное влияние русской классической литературы на себе испытали такие писатели, как Хачатур Абовян, Габриел Сундукян, Ованес Туманян, М. Налбандян, Р. Патканян, М. Садоян, С. Назарян и другие.
С любовью и почтением преклоняюсь перед великолепной русской нации, перед литературой Пушкина, Лермонтова, Гоголя, Достоевского, Тургенева, Чехова, Толстого и их достойных преемников, литературой, на которой учились очень многие из наших писателей и интеллигентов.
Многие русские литераторы отмечали важность дружбы и налаживания культурных связей между русским и армянским народами. Например, в 1832 году С. Н. Глинка написал произведение, посвящённое истории Армении «Обозрение истории армянского народа», а позднее — «От русской истории к истории армянского народа». Историк Н. М. Карамзин в своём труде «Письма русского путешественника» особое место уделил Армении.
Осенью 1837 года император Николай I в ходе своей поездки в Закавказье посетил города Ахалцих, Ахалкалаки, Гюмри (где заложил основание для новой церкви в честь святой Александры и приказал именовать город Александрополем), Эчмиадзин (где встретился с католикосом армян Ованесом VIII Карбеци и армянским духовенством) и далее последовал в Эривань. Император желал увидеть гору Арарат, однако непогодица, стоявшая в дни визита, помешала осуществиться его мечте: «Я отдал свой визит святой горе, но она закрылась от меня, и я ее не увидел; не знаю, сможет ли сама видеть меня в другой раз».
В целом, в период царствования Николая I были созданы благоприятные условия для развития всех сфер жизни армянского народа, проживающего теперь в границах России, а появление новой светской интеллигенции позволило вновь сформировать чувство армянского национального самосознания. Армяне обладали значительным экономическим влиянием в крупнейших городах Закавказья (Тифлисе, Баку и др.).

### Правления Александра II и Александра III

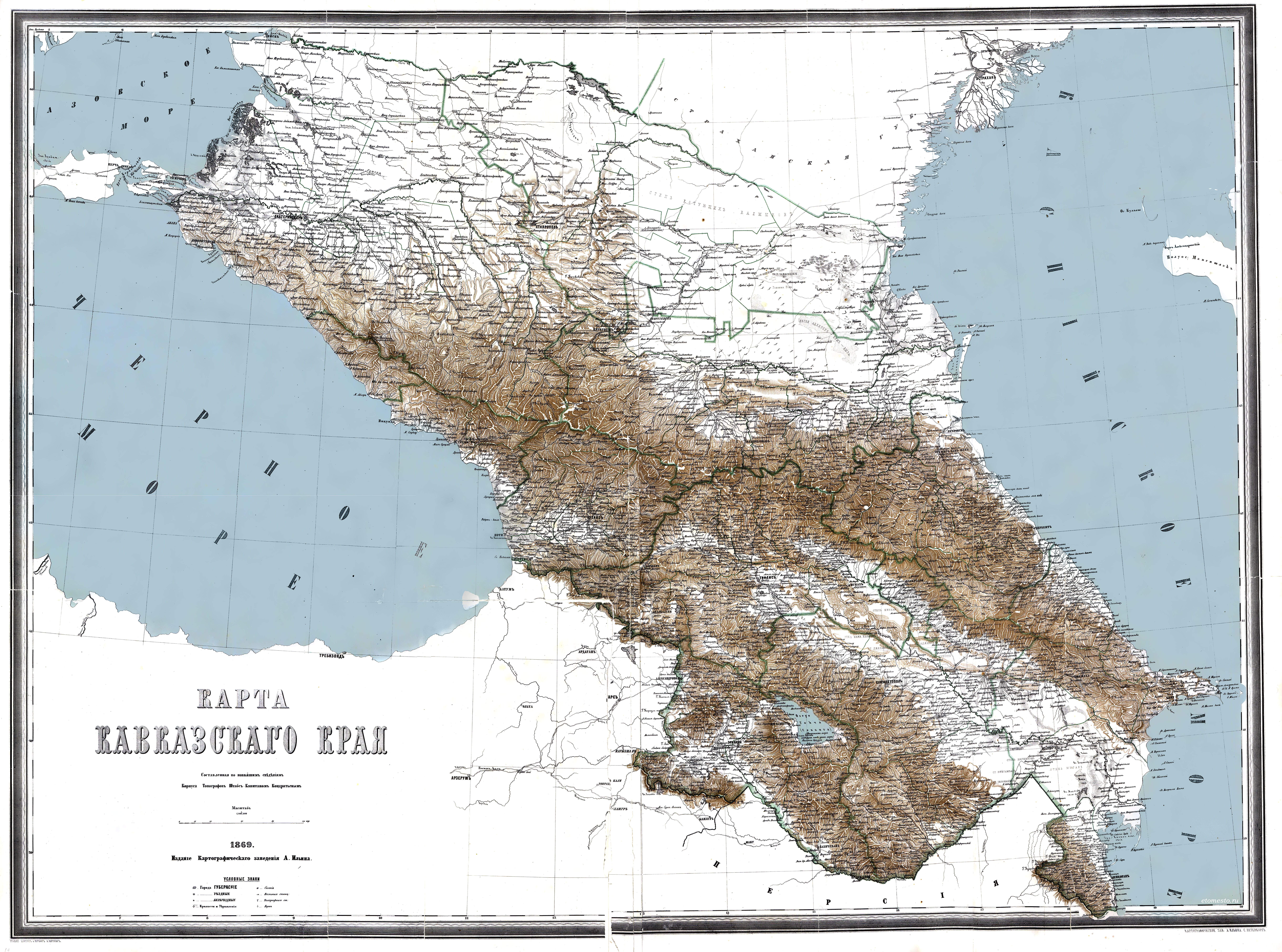
Российское Закавказье в 1869 году.

Ещё до вхождения в состав России, большинство армян, проживающих на территории Турции и Персии, видело в России развитую цивилизацию и общество, защитницу христианского мира и надежду на освобождение и улучшение жизни. Х. Абовян писал: «… в последнее время стоявший на краю гибели, ныне воздел очи к небу, моля, что бы могущественный русский орел явился и принял под крыло свое землю и их детей».
Армянское население считало, что именно российское подданство может обеспечить рост их благосостояния, культурное и политическое развитие, а также безопасность в границах Российской империи. В составе России, в Восточной Армении начала развиваться торговля и появлялись промышленные предприятия, а население чувствовало себя защищённым. У армян появилась возможность поступать в Российские и Европейские средние и высшие учебные заведения, многие вошли в ряды гражданской и военной элиты империи. При Александре II продолжались открываться армянские школы, печаталось значительное количество книг и газет.
В период царствования Александра II пророссийские настроения среди армянского общества были чрезвычайно высоки. В течение всего периода господства России в регионе, армянскому населению предоставлялись экономические, социальные и другие гарантии, а также физическая безопасность для укрепления национального, политического и культурного возрождения.

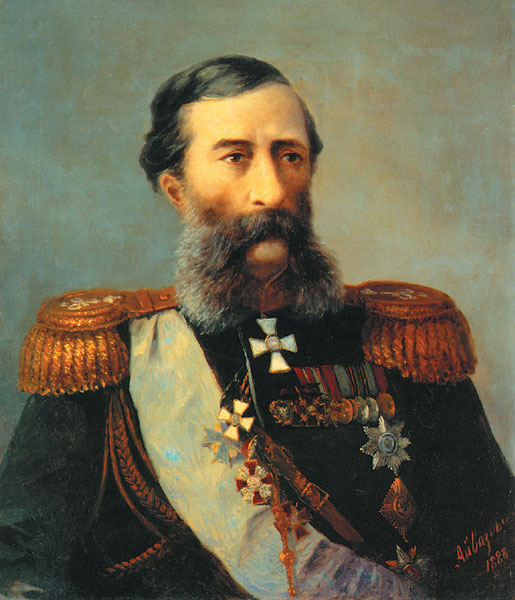
Портрет Лорис-Меликова, художник И. К. Айвазовский, 1888 год.

Именно в период сильной внутренней напряжённости, когда в Российском государстве требовалось установить порядок и провести реформы, выбор Александра II пал на героя Русско-турецких войн, армянина по национальности, графа М. Т. Лорис-Меликова, который 1880 году был назначен Министром внутренних дел Российской империи. За короткий срок, он провёл ряд политических реформ, вёл борьбу с радикалами и антимонархистами, а также являлся автором нереализованного по причине убийства Александра II проекта реформ (Конституции Лорис-Меликова). Практически сразу после вступления на престол Александра III, Лорис-Меликов был отправлен в отставку.
После убийства царя-реформатора Александра II, маятник российской внутренней политики качнулся в противоположном направлении. Новый император Александр III стал проводить курс на создание сильноцентрализованного русского государства с принудительной русификацией всех сфер жизни общества (в том числе и системы образования), а, например, в армянском населении, некоторые высшие чины России стали видеть потенциальную опасность для целостности страны. Этому, по мнению американского историка Рональда Суни, способствовало несколько причин: 1. Доминирование армян во многих сферах действительности в крупнейших городах Закавказья (прежде всего, в торговле и предпринимательстве), и, соответственно, рост недовольства других народностей в связи с усилением влияния армянского среднего класса и знати; 2. В рамках появления на международной арене, усилиями армян, проживающих в Западной Армении, Армянского вопроса, определённые консервативные силы в русском правительстве начали проецировать эту проблематику на Закавказье, и, тем самым, считать российских армян «подрывной силой», стремящихся создать независимое государство на территориях, входивших в состав России. Чаяния армян о возможном создании автономии или самостоятельного государства касались исключительно территории Армянских вилайетов Османской империи (Западной Армении), о чём многократно заявляли армянские лидеры.
Внешняя политика России, в частности, по отношению к Армянскому вопросу и поддержке армян Османской империи, которая проводилась в период царствования Александра II, кардинально изменилась после его смерти. Россия отказывалась от каких-либо претензий по защите армянского населения. Чувствуя себя переданными, армяне всё больше склонялись к использованию незаконных методов для достижения своих прав, которые они считали естественными. На примере Балканского вопроса, армяне, лишившись какой-либо дипломатической поддержки, также начали рассматривать возможность в том числе и вооружённой борьбы за свои права и свободы. Создавалось большое число обществ и кружков различной направленности, а также политические партии. Большинство армян надеялись на мирные и законные методы, с помощь которых следует добиваться равноправия с остальными народами Османской империи.
На протяжении всего XIX века, на территории Кавказа и Закавказья Россией проводилась политика ассимиляции местного населения в российское общество — административная (административные реформы, направленные на единообразие системы управления губерниями, внедрение российских институтов, законов, судов) и культурная (в том числе языковая и образовательная) русификация, однако, этот процесс был постепенным, и вплоть до середины 1880-х годов, политика принудительной русификации не осуществлялась. При Александре III, государство взяло курс на принудительную русификацию, считая данную политику одной из основ эффективного административного управления приграничными областями и защитой от внешних вызовов. Однако, подобные меры возымели обратный эффект — армянское население становилось более оппозиционным, а их национальная идентичность проявлялась всё более ярко.
В рамках новой государственной политики, назначенный в 1882 году Главноначальствующим Кавказской администрацией генерал А. М. Дондуков-Корсаков, взял курс на кардинальную русификацию: в 1885 году было закрыто около 500 армянских церковных школ, в которых училось 20 000 учеников и работало 900 учителей; одновременно, начались притеснения Армянской церкви, а армянский язык стал вытесняться русским. Видя рост недовольства среди населения, через год, правительство разрешило возобновить обучение в школах, однако сильно обновился учительский состав, а надзор профильного министерства стал строже. Эти и подобные меры явились причиной роста недовольства среди населения, прежде всего духовенства и молодой интеллигенции.
В конце XIX века в Европе начала складываться закавказская революционная эмиграция, появились первые политические партии. Ранее, М. Л. Налбандян лично познакомился в Лондоне с А. И. Герценом и участвовал в распространении его запрещённого в России журнала «Колокол». В честь этого журнала получила своё название армянская «Социал-демократическая партия Гнчакян» («Колокол»), основанная в 1887 году в Женеве А. В. Назарбекяном и его супругой Марой Варданян. Подобно русским революционерам-народникам (А. Герцен, Н. Чернышевский и др.), партия считала террор основным средством борьбы. Основной её целью было добиться создания независимой социалистической Армении, отделив её территорию от Османской империи. Несколько позже, в 1890 году, в Тифлисе была создана ещё одна партия — Армянская Революционная Федерация Дашнакцутюн, основной целью которой было также создание экономически и политически независимого Армянского государства на территории Западной Армении.

### Правление Николая II
Император Николай II, взошедший на престол в 1894 году, в начальный период своего царствования не вмешивался в происходящие в Закавказье политические процессы. В декабре 1896 года, главноначальствующим на Кавказе был назначен князь Г. С. Голицын, сразу же начавший широкую антиармянскую кампанию и политику фальсификации (в том числе против армянских образовательных учреждений и благотворительных организаций). При нём сильно сократилась численность госслужащих-армян, закрывались армянские общественные организации, резко ограничилась деятельность благотворительных обществ, ужесточена цензура в отношении армянских периодических изданий, а многие из них были закрыты. Доходило до того, что преследованиям подвергались некоторые деятели армянской культуры. По прямому приказу Голицына началась открытая антиармянская пропаганда в газетах и журналах, поощряемые им журналисты и различного рода авторы (например, В. Л. Величко и А. С. Суворин), своими публикациями обеспечивали идеологическое обоснование этой кампании, преподнося армянский народ в виде изгоев, ярых революционеров и «вредной нации для русского дела на Кавказе». Деятельность Голицына способствовала росту армянофобии в Закавказье и на Кавказе, он также занимался антиармянским подстрекательством перед Николаем II.
В первые годы XX века, революционеры всё чаще начали организовывать забастовки рабочего класса в крупных городах Закавказья. Однако армяне, как рабочие, так и крестьяне, выступали против каких-либо демонстраций. Более того, лидеры Дашнакцутюн вели агитацию с требованием не вступать в подобные нелегальные движения и сосредоточиться на борьбе против Османской империи. В годы активного привлечения народов Закавказья к революционному движению, армяне сохраняли пассивность по отношению к этому вопросу (РСДРП всячески агитировала армянское население для вступления в их ряды, однако всякий раз сталкивалась с однозначным противодействием).
Тем не менее, дальнейшие действия царского правительства, якобы вызванные недоверием к деятельности Армянской церкви (будто бы именно Армянская церковь подстрекает сепаратизм и русофобские настроения среди армянского населения), сами вынудили армян отстраниться от своей нейтральной позиции и вступить в ряды оппозиции монархии: 12 июня 1903 года по представлению Голицына было Высочайше утверждено положение Комитета Министров (фактически нарушающее положение 1836 года «Об управлении делами Армянской Церкви») — «О сосредоточении управления имуществами Армяно-Григорианской Церкви в России в ведении правительственных учреждений и о подлежащих передаче в ведение Министерства народного просвещения средствах и имуществах означенной Церкви, коими обеспечивалось существование армяно-григорианских церковных училищ».
В утверждённом положении речь шла о передаче исключительно недвижимого имущества и «капиталов» Армянской церкви в России (исключая всю церковную утварь и другие священные предметы) в ведение и управление двух министерств — Министерства внутренних дел и Министерства земледелия и государственных имуществ. Это были земли различного назначения, некоторые категории домов и строений, а также пожертвования. Крупнейшим землевладельцем был Эчмиадзинский монастырь (также значительными площадами владели монастыри Татев, Ахпат, Санаин, Гегард и Гандзасар). Исключение составляли Московская и Санкт-Петербургская епархии Армянской церкви. Все доходы, получаемые от недвижимого имущества передавались в Министерство внутренних дел, которое, в свою очередь, передавало определённый процент от всех доходов тем духовным учреждениям, от которых это имущество или капитал были приняты. Был введён строгий регламент по регулированию расходов на управление имуществами Церкви. Подобные правила действовали и в отношении Римско-Католической и, отчасти, Православной церкви в Российской империи.
Что касается учебных заведений, то согласно Положению, все церковные школы поступали под управление Министерства народного просвещения. Речь не шла об их закрытии, однако все денежные операции теперь контролировались Министерством, а всё финансирование учебных заведений шло из доходов от имущества Армянской церкви, контролируемого МВД и МинЗемледелия. Значительная часть дохода шла на финансирование вновь открываемых государственных школ.
В ответ на этот закон, мирные демонстрации, в которых принимали участие представители всех сословий, прошли во многих городах Закавказья. В некоторых городах (Елизаветполе, Тифлисе, Шуше, Баку, Карсе, Арташате и др.) произошли столкновения с полицией. Католикос Мкртич I также отказался выполнять требования закона. Недовольство армянского населения совпало с началом массовых демонстраций рабочих по всему Закавказью и Кавказу, начала создаваться революционная ситуация. 14 октября 1903 года на Коджорском шоссе близ Тифлиса в результате покушения, совершённого членами партии «Гнчак», Голицын был тяжело ранен, но смог выжить.

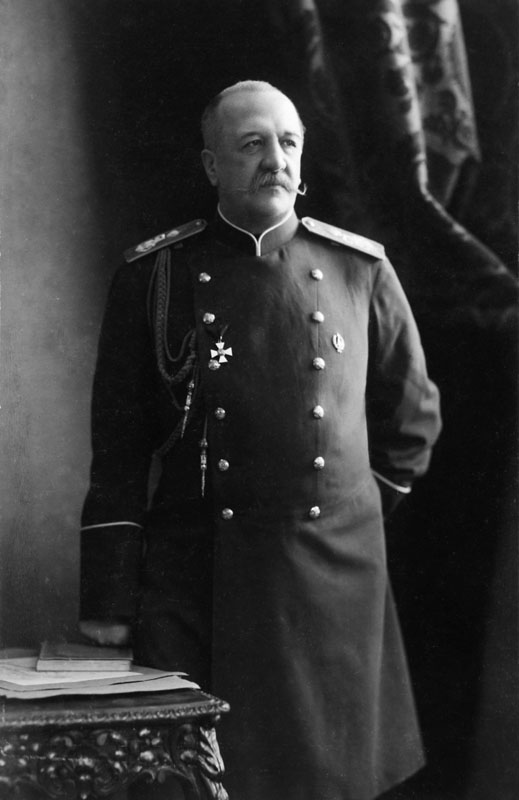
Граф Илларион Иванович Воронцов-Дашков, 1905 год.

Лидеры Дашнакцутюн приняли на себя руководство демонстрациями, и в отличие от прошлых лет, начали призывать армян к массовым забастовкам. Ситуация становилась всё более критической, и для её успокоения Николай II 1 января 1905 года снял с поста Голицына и назначил нового главноначальствующего на Кавказе графа Иллариона Ивановича Воронцова-Дашкова, с восстановлением Кавказского наместничества, упразднённого Александром III в 1881 году.
Вскоре Россию потряс общереволюционный кризис, а политика военно-политического руководства и силовых ведомств Закавказья, привела к Армяно-татарской резне (1905—1906). Высшие чины Кавказской администрации на протяжении долгого времени не пытались остановить кровавые столкновения, погромы и резню в крупных городах со смешанным населением, даже несмотря на отчаянные попытки армянского и мусульманского духовенства.
1 августа 1905 по представлению Иллариона Ивановича, Николай II подписал Именной высочайший указ данный Сенату «О возвращении в ведение Армяно-Григорианской Церкви недвижимых имуществ и капиталов, переданных в Министерство Народного Просвещения, согласно высочайше утверждённым 26 марта 1898 года и 12 июня 1903 года, положениям Комитета Министров». Армянской церкви возвращалось управление всем церковным недвижимым имуществом и капиталами от МВД и МинЗемледелия, а учебными заведениями — от Мин. народного просвещения (министерство оставляло за собой функцию надзора за учебными заведениями). Также, указом предусматривалось открытие новых армянских школ с разрешения наместника и по правилам для «народных училищ».
Данный шаг императора вызвал ликование и взрыв патриотизма среди всего армянского населения, а по всему Закавказью прошли демонстрации.
В течение последующих лет, оппозиционность, поддержка революционного движения и часто отрицательное отношение армян к власти угасла вовсе. Наместник на Кавказе Воронцов-Дашков всячески старался убедить высшие правящие круги России в преданности армянского народа и необходимости его поддержки в Армянском вопросе. В рамках противодействия растущему влиянию Германской империи в Турции, на международной арене с новой силой возобновилось содействие в решении Армянского вопроса. Осенью 1912 года католикос-патриарх всех армян Геворг V обратился к Воронцову-Дашкову с просьбой о защите армянского населения Османской империи. Воронцов-Дашков, в свою очередь, написал прошение Николаю II и министру иностранных дел С. Д. Сазонову, в котором призывал возродить вопрос Армянских реформ, которое было Высочайше удовлетворено.
Ричард Ованнсян высоко оценивает культурное и политическое развитие армянского населения — подданных Российской империи, а также рост их самосознания, и характеризует его «стремительным». Советский и российский этнограф-кавказовед А. В. Гадло отмечает: «Включение Восточной Армении в общероссийскую экономику дало толчок к появлению на территории Армении капиталистической промышленности, к ускорению социального размежевания деревни, формированию национальной буржуазии и рабочего класса».

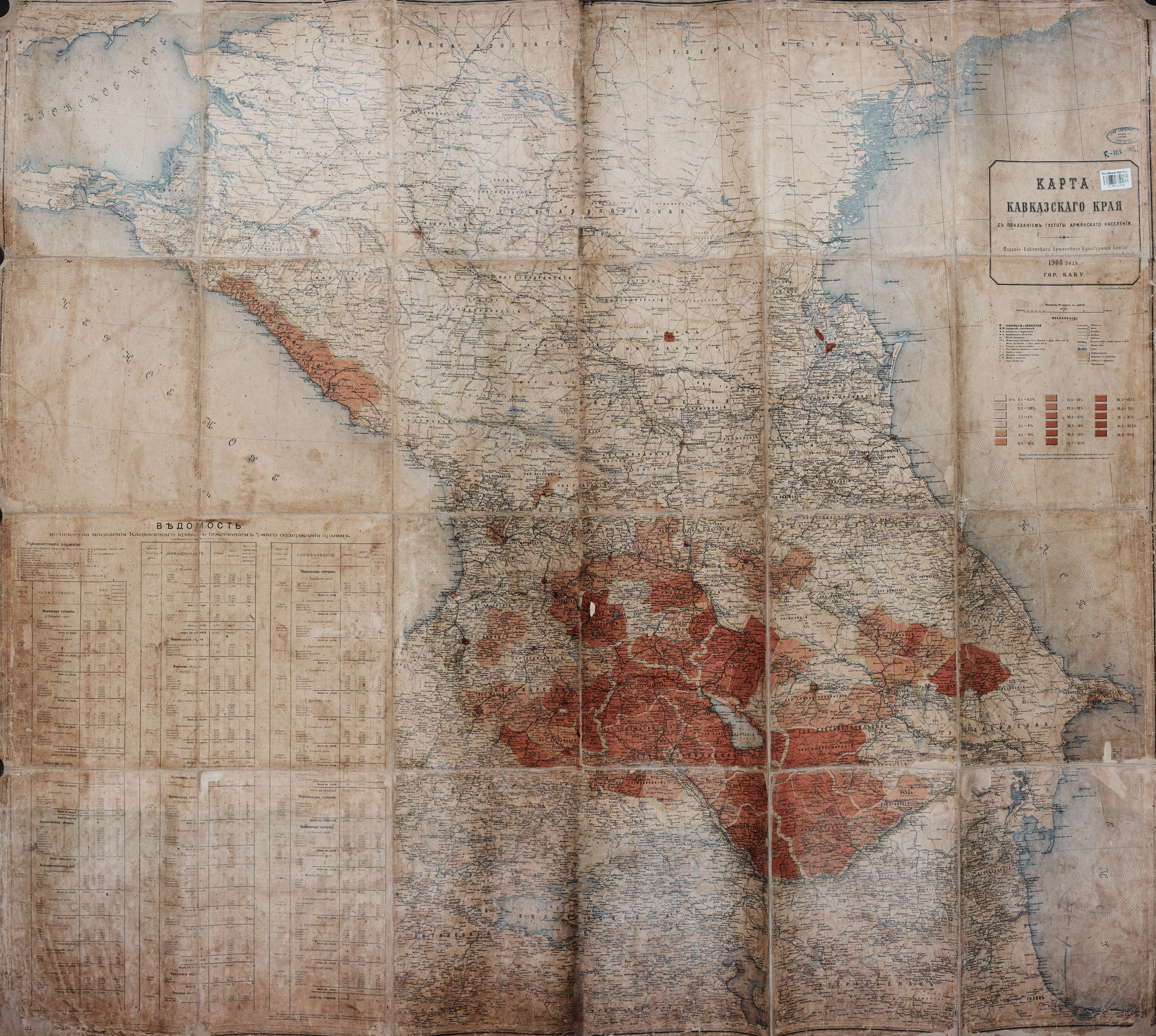
Карта Кавказского края с показателем густоты армянского населения, 1908 год

В конце XIX — начале XX века в России особое развитие получила Арменоведческая литература: русские писатели выпускали свои произведения, посвящённые истории и культуре армянского народа: например, в 1893 году, Ю. Веселовский издал два сборник «Армянские беллетристы». Он же в 1909 году выпустил исследование под названием «Русское влияние в современной армянской литературе». В 1897 году, Г. А. Джаншиев выпустил сборник статей русских и европейских авторов по арменоведению под названием «Братская помощь пострадавшим в Турции армянам», посвящённый трагическим событиям очередной армянской резни в Османской империи. В 1915 году, с целью знакомства с армянской историей и культурой российского читателя, был издан «Армянский сборник». В 1916 году — «Поэзия Армении и её единство на протяжении веков» и «Поэзия Армении с древнейших времен до наших дней в переводах русских поэтов» (В. Я. Брюсов), «Сборник армянской литературы» (М. Горький). Для выпуска этих трудов, В. Брюсов привлёк для перевода великих русских литераторов: А. А. Блока, К. Д. Бальмонта, Ю. А. Веселовского, В. Иванова, И. А. Бунина, В. Ф. Ходасевича. Позднее, в 1918 году, Брюсовым была издана «Летопись исторических судеб армянского народа».

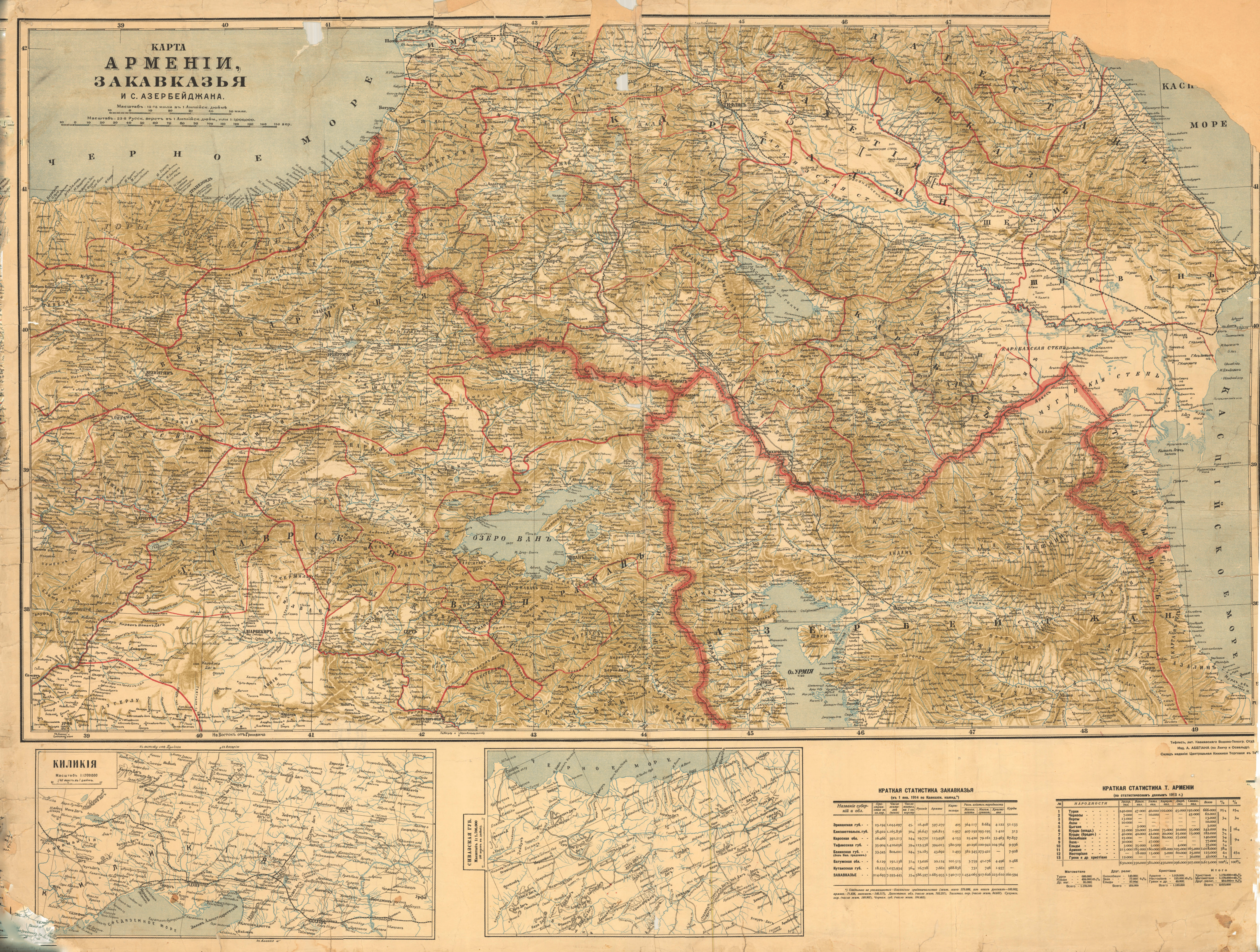
Карта Армении, Закавказья и С. Азербейджана. Лит. Кавказскаго Военно-Топогр. Отдѣ., Тифлис, 1915 год

О значении русского языка для армян отмечал и кавказский наместник в отчёте императору в 1913 году: «… Яркий пример — армянские церковные школы, где преподавание русского языка вовсе не обязательно, но где он преподается, хотя пока, быть может, и недостаточно грамотно. Не редки заявления родителей сельским учителям, что они слишком долго не переводят преподавания на русский язык».
Значительный вклад в дело арменоведения внесли многие исследователи — археологи, востоковеды, такие как Н. Я. Марр, получивший в 1901 году степень доктора армянской словесности, а также Я. И. Смирнов, И. А. Орбели, Л. А. Дурново и др. Многие русские художники посвящали свои произведения Армении, изображая её природу, архитектуру и памятники культуры.
К 1913 году армяне составляли 23 % населения Закавказья и 40 % городского населения. Армянский инвестиционный капитал доминировал в промышленности и торговле, армяне также производили подавляющий процент промышленных товаров, одновременно с этим, армянонаселённые области оставались в основном сельскохозяйственными.

## Первая мировая война

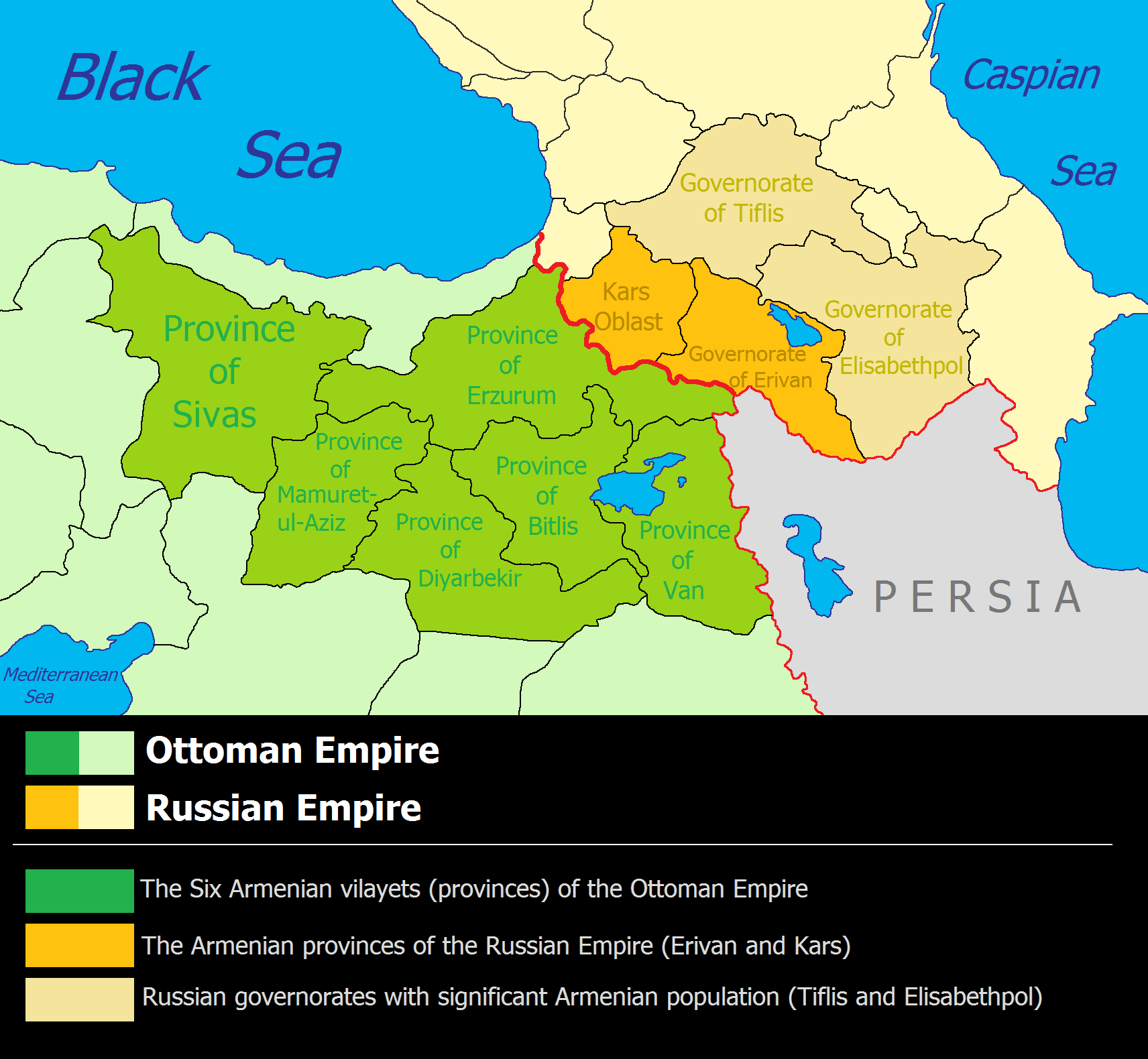
Армения в составе Российской и Османской империй.

К 1914 году Россия добилась от турецких властей серьёзных уступок в отношении Турецкой (Западной) Армении и армянского вопроса. После многолетних переговоров, Россия заключила Соглашение о проведении реформ в армянских вилайетах, так как все предыдущие договорённости по проведению «Армянских реформ» — в частности, ст. 60 и 61 Берлинского трактата, и изданный в октябре 1895 года Абдул-Хамидом II Декрет о реформах в Армении, — оставались только на бумаге и ещё больше усугубляли отношение турецкого государства к армянам. В начале декабря 1914 года в связи с началом военных действий на Кавказском фронте, турецкое правительство в одностороннем порядке аннулировало соглашение.
С началом Первой мировой войны, вновь сформированные воинские подразделения, состоящие из армян, были отправлены на Восточный фронт. Когда стало ясно, что в войну вот-вот вступит и Османская империя, граф И. И. Воронцов-Дашков приступил к созданию армянских добровольческих формирований для действий в Закавказье в случае войны против турок.
С первых дней войны по всему миру, особенно в Закавказье, развернулось армянское патриотическое движение. В августе 1914 года, Воронцов-Дашков в Тифлисе организовал встречу с политическими, финансовыми и духовными кругами армян. На ней было принято решение о создании добровольческих отрядов для поддержки Русской императорской армии в войне против Османской империи. Армяне связывали с этой войной серьёзные надежды, рассчитывая на освобождение Западной Армении. Поэтому армянские общественно-политические силы и национальные партии по всему миру объявили эту войну справедливой и заявили о безусловной поддержке России и Антанты. Армянские добровольцы с воодушевлением вступали в русскую армию (всего, по некоторым данным, общее число вступивших приближается к 150 000 человек). С началом войны армянская интеллигенция и духовенство стали поднимать вопрос о будущем устройстве Западной Армении в случае благоприятного завершения войны для России. Наместник на Кавказе граф И. И. Воронцов-Дашков утверждал, что «проблемы, которые волнуют армян, будут решены благосклонно», и призывал армян в России и по ту сторону границы быть готовыми к поддержке российских действий в случае войны. Император Николай II заверял армянского католикоса Геворга V: «… Передайте Вашей пастве, святой отец, что армян ожидает блестящее будущее» и что «армянский вопрос будет решён благосклонно, согласно ожиданиям Армении».

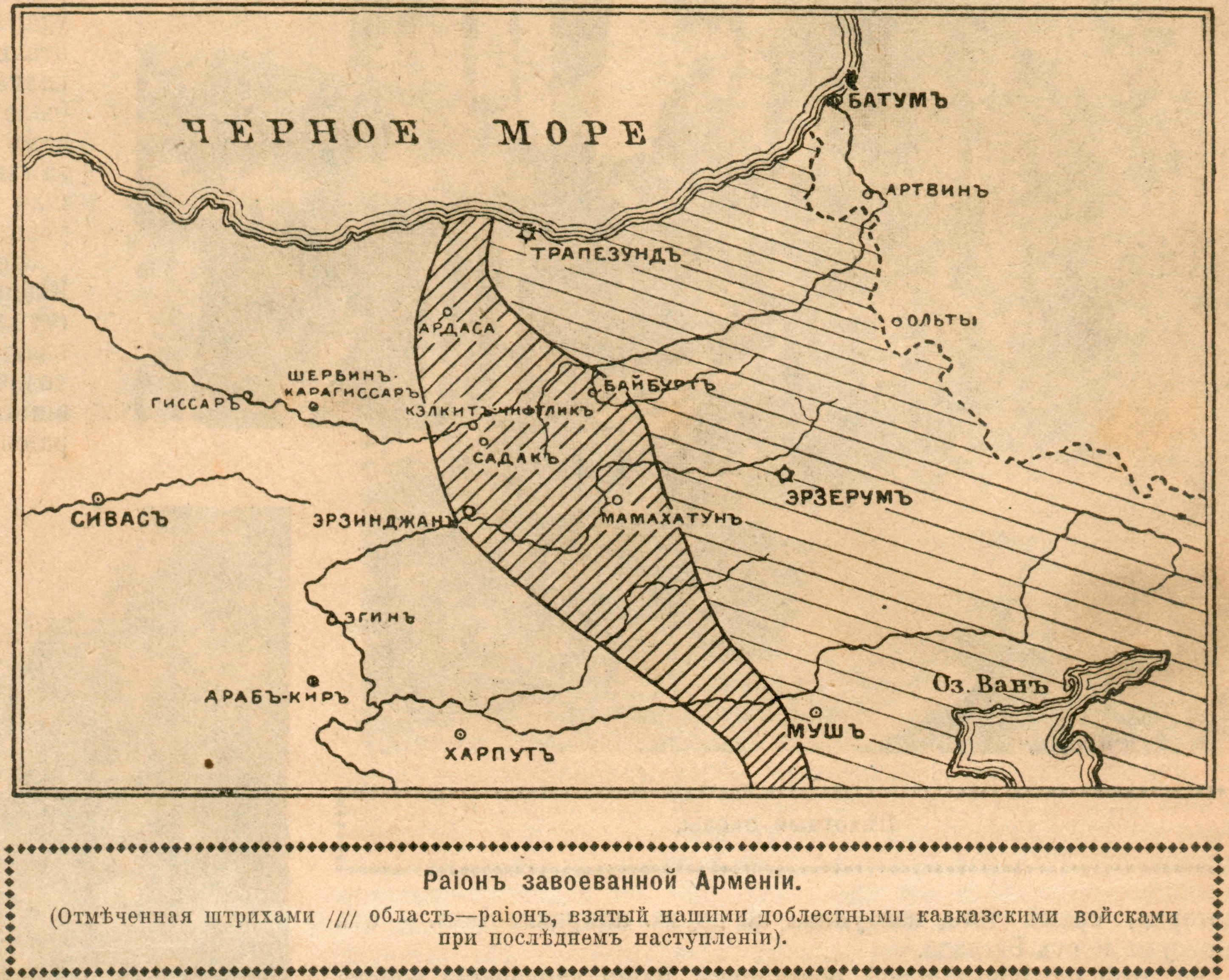
Территория Западной Армении, занятая русскими войсками к лету-осени 1916 г. Журнал Нива № 31 — 1916 г.

С началом военных действий на Кавказском фронте, стали появляться сообщения о готовящейся расправе над армянами. В январе 1915 года начались первые депортации из Киликии, а с апреля турецкие власти приступили к масштабной кампании против мирного армянского населения, которая в наше время известна как геноцид армян. Опустошённые и разорённые армянские дома быстро находили новых хозяев в лице мусульманских беженцев с Балкан. Наряду с письменными приказами с требованием о депортации, Министерство внутренних дел и ЦК партии «Единение и прогресс» распространяли устные секретные приказы об организации массовых убийств армянских переселенцев. Одной из целей этой политики было полное очищение от армянского населения шести восточных провинций Турции. Геноцид осуществлялся путём физического уничтожения и депортации армян, включая перемещение гражданского населения в условиях, приводящих к неминуемой смерти («Марши смерти»). В совместной декларации Франции, Британии и России от 11 мая массовые убийства армян были охарактеризованы как преступление против человечности.
К началу 1917 года, итоги военной кампании на Кавказском фронте «превзошли ожидания русского командования». Русские войска продвинулись вглубь Османской империи более чем на 250 км, овладев важнейшими и крупными городами Западной Армении — Эрзерумом, Ваном, Трапезундом, Эрзинджаном, Битлисом и Мушем.
Февральскую революцию армянское население встретило с большим энтузиазмом и ожидало выполнения ранее заявленных обещаний о судьбе Западной Армении. Кавказское наместничество было преобразовано Временным правительством в Особый Закавказский Комитет. Однако начиная с весны 1917 года, в связи революционными событиями в стране, русская армия постепенно разлагалась, солдаты дезертировали. Эти процессы ускорила Октябрьская революция, и к концу года Кавказский фронт практически был развален. В октябре, приказом Верховного главнокомандующего, все Армянские воинские подразделения, входившие в состав Русской армии, объединялись в Добровольческий Армянский корпус. Армянские подразделения пытались заменить русские части на фронте, но без поддержки из России они не могли противостоять наступающим регулярным турецким частям.

### Книги
На русском языке
- Россия. Законы и постановления. Полное собрание законов Российской империи. — Собрание 2-е. — СПб.: Тип. 2-го Отд-ния Собств. её императ. величества канцелярии, 1830. — Т. 3. — 1642 с.
- Россия. Законы и постановления. Полное собрание законов Российской империи. — Собрание 2-е. — СПб.: Тип. 2-го Отд-ния Собств. её императ. величества канцелярии, 1830. — Т. 4. — 1636 с.
- Россия. Законы и постановления. Полное собрание законов Российской империи. — Отделение 1-е. — СПб.: Тип. 2-го Отд-ния Собств. её императ. величества канцелярии, 1834. — Т. 8. — 832 с.
- Россия. Законы и постановления. Полное собрание законов Российской империи. — Собрание 2-е. Отделение 1. — СПб.: Тип. 2-го Отд-ния Собств. её императ. величества канцелярии, 1837. — Т. 11. — 895 с.
- Россия. Законы и постановления. Полное собрание законов Российской империи. — Собрание 2-е. — СПб.: Тип. 2-го Отд-ния Собств. её императ. величества канцелярии, 1841. — Т. 15. — 961 с.
- Россия. Законы и постановления. Полное собрание законов Российской империи. — Отделение 2-е. Собрание 2-е. — СПб.: Тип. 2-го Отд-ния Собств. её императ. величества канцелярии, 1847. — Т. 21. — 739 с.
- Россия. Законы и постановления. Полное собрание законов Российской империи. — Собрание 2-е. — СПб.: Тип. 2-го Отд-ния Собств. её императ. величества канцелярии, 1850. — Т. 24. — 635 с.
- Россия. Законы и постановления. Полное собрание законов Российской империи. — Собрание 2-е, отделение 2-е. — СПб.: Тип. 2-го Отд-ния Собств. её императ. величества канцелярии, 1871. — Т. 42. — 1543 с.
- Россия. Законы и постановления. Полное собрание законов Российской империи. — Собрание 3-е, отделение 1-е. — СПб.: Тип. 2-го Отд-ния Собств. её императ. величества канцелярии, 1905. — Т. 23. — 1167; 136 с.
- Россия. Законы и постановления. Полное собрание законов Российской империи. — Отделение 1-е. — СПб.: Тип. 2-го Отд-ния Собств. её императ. величества канцелярии, 1908. — Т. 25. — 966; 156 с.
- Полное собрание законов Российской Империи. — Собрание 1-е. — СПб.: Тип. 2-го Отделения Собственной Его Императорского Величества Канцелярии, 1830. — Т. 32. 1812 — 1815 гг. — 1135 с.
- Григорьев В.Н. Статистическое описание Нахичеванской провинции. — Санкт-Петербург: Типография Деп. внеш. торг., 1833. — 264 с. Также доступна на сайте Президентской библиотеки.
- Агаян Ц. П. Роль России в исторических судьбах армянского народа. (К 150-летию присоединения Восточной Армении к России) / А. Л. Нарочницкий. — М.: Наука, 1978. — 312 с.
- Присоединение Восточной Армении к России (Сборник документов). Т.1 / Сост. Ц.П. Агаян, С.А. Тер-Авакимова, Д.А. Мурадян, В.А. Дилоян. — Ереван: АН АрмССР, 1972. — Т. 1 (1801—1813). — 682 с. Также доступно на сайте vostlit.info.
- Присоединение Восточной Армении к России (Сборник документов). Т.2 / Сост. Ц. П. Агаян, В. А. Дилоян, А. В. Алексанян; под ред. С. М. Даниеляна. — Ереван: АН АрмССР, 1978. — Т. 2 (1814—1830). — 659 с. Также доступно на сайте vostlit.info.
- Мурадян М.А. Восточная Армения в русской историографии XIX в. — Ереван: Айастан, 1990. — 170 с. — ISBN 5540000544.
- Айрапетов О.Р. Русско-персидская война 1826-1828 годов и ее влияние на внешнюю политику империи // История внешней политики Российской империи 1825-1855. — М.: Кучково поле, 2017. — Т. II. — 624 с. — ISBN 978-5-99500849-1.
- Григорян З.Т. Присоединение Восточной Армении к России в начале XIX века. — М.: Издательство социально-экономической литературы, 1959. — 184 с.
- Адонц М.А. Մ. Հ (Մուշեղ Համբարձումի) Экономическое развитие Восточной Армении в XIX веке. — Ереван: Издательство Академии Наук Армянской ССР, 1957. — 559 с.
- Балаян Б.П. Дипломатическая история русско-иранских войн и присоединения Восточной Армении к России. — Ереван: Издательство Академии Наук Армянской ССР. Институт истории, 1988. — 279 с.
- Сазонов А. А., Герасимова Г. Н., Глушкова О. А., Кистерев С. К. Под стягом России: Сборник архивных документов. — М.: Русская книга, 1992. — 432 с.
- Арутюнян А.О. Кавказский фронт 1914 - 1917 гг. — Ереван: Айастан, 1971. — 416 с.
- Арутюнян П.Т. Освободительное движение армянского народа впервой четверти XVIII века / Б.Н. Заходер, А.З. Ионисиани. — М.: АН СССР: Институт востоковедения, 1954. — 297 с.
- Айрапетов О. Р. История внешней политики Российской империи. 1801—1914: в 4 т. Т.4. Внешняя политика императора Николая II. 1894—1914. — М.: Кучково поле, 2018. — 768 с. — ISBN 978-5-9950-0927-6.
- Стрижов И.М., Терехова Н.М. Россия и её «колонии»: как Грузия, Украина, Молдавия, Прибалтика и Средняя Азия вошли в состав России. — Даръ, 2007. — 575 с. — (Христианский мир). — ISBN 978-5-485-00111-7.
- Лазарев М.С. Крушение турецкого господства на Арабском Востоке 1914—1918 гг. — М.: Восточная литература НКИД, 1960. — 246 с.
- В.А. Золотарёв, В.А. Авдеев. Военная история отечества с древних времён до наших дней. В 3 т.. — М.: Мосгорархив, 1995. — Т. 1. — 513 с.
- Муханов В. М. Грузинская Демократическая Республика. — М.: МГИМО МИД России, 2018. — 886 с. — ISBN 978-5-9228-1832-2.
- Хачикян А.Э. История Армении. Краткий очерк. — 3-е изд., перераб. и доп.. — Ереван: Эдит Принт, 2016. — 311 с. — ISBN 978-9939-52-083-4.
- Киреев Н. Г. История Турции. XX век. — М.: Крафт+ ИВ РАН, 2007. — 608 с. — ISBN 978-5-89282-292-3.
- Корсун Н. Г. Первая мировая война на Кавказском фронте. — М.: Воениздат НКО СССР, 1946. — 100 с.
- Михалёв С. Н. Военная стратегия: Подготовка и ведение войн Нового и Новейшего времени / Вступ. ст. и ред. В. А. Золоторёва. — М.: Кучково поле, 2003. — 952 с. — ISBN 5-86090-060-0.
- Акты, собранные Кавказской археографической комиссией: Том VII / Берже А.П.. — Тифлис: Тип. Главного Управления Наместника Кавказского, 1878. — 1011 с.
- Авалов З.Д. Присоединение Грузии к России. — СПб.: Тип. А.С. Суворина, 1901. — 322 с.
- А. П. Новосельцев, В. Т. Пашуто, Л. В. Черепнин. Пути развития феодализма: (Закавказье, Сред. Азия, Русь, Прибалтика). — М.: Наука, 1972. — 338 с.
- Тунян В. Г. Армянский вопрос в русской печати: 1900—1917 гг / Науч. ред. А. С. Саргсян. — НАН РА; Музей — институт Геноцида армян. — Ереван: Чартарагет, 2000. — 244 с.
- Шнирельман В. А. Войны памяти: мифы, идентичность и политика в Закавказье / Рецензент: Л. Б. Алаев. — М.: ИКЦ Академкнига, 2003. — 592 с. — ISBN 5-94628-118-6.
- В. Н. Левиатов. Очерки из истории Азербайджана в XVIII в.. — Баку: АН АзССР, 1948. — 227 с.
- История Востока. В 6 т. / Р. Б. Рыбаков, Л. Б. Алаев, К. З. Ашрафян и др.. — М.: Восточная литература, 2002. — Т. 2. Восток в средние века. — 716 с. — ISBN 5-02-017711-3.
- История Востока. В 6 т. / Р.Б. Рыбаков, Л.Б. Алаев, К.З. Ашрафян и др.. — М.: Восточная литература РАН, 2000. — Т. 3. Восток на рубеже средневековья и нового времени XVI-XVIII вв.. — 696 с. — ISBN 5-02-017913-2.
- Б. А. Рыбаков, М. Т. Белявский, Г. А. Новицкий, А. М. Сахаров. История СССР с древнейших времён до конца XVIII в.. — 2-е изд., перераб. и доп.. — М.: Высшая школа, 1983. — 415 с.
- Рыжов К. В. Кара-коюнлу // Все монархи мира. Мусульманский Восток. VII—XV вв. — М.: Вече, 2004. — 541 с. — ISBN 5-94538-301-5.
- Петрушевский И. П. Очерки по истории феодальных отношений в Азербайджане и Армении в XVI - начале XIX вв.. — Ленинград: Ленинградский университет, 1949. — 182 с.
- Аракел Даврижеци. 4 // Книга историй. Перевод с армянского.. — М.: Главная редакция восточной литературы издательства «Наука», 1978.
- П.Т. Арутюнян, С.А. Тер-Авакимова, В.А. Акопян. Армяно-русские отношения в первой трети XVIII века. Сб. документов / А.Р. Иоаннисян. — Ереван: Издательство АН АрмССР, 1964. — Т. 2. Ч.1. — 818 с.
- П.Т. Арутюнян, С.А. Тер-Авакимова, В.А. Акопян. Армяно-русские отношения в первой трети XVIII века. Сб. документов / А.Р. Иоаннисян. — Ереван: Издательство АН АрмССР, 1967. — Т. 2. Ч.2. — 430 с.
- Всемирная история. В 10 томах. / М.М. Смирин. — М.: Соцэкгиз, 1958. — Т. 4. — 823 с.
- Гадло А.В. Народы Закавказья // Этнография народов Средней Азии и Закавказья: традиционная культура. — СПб.: Издательство Санкт-Петербургского университета, 1998. — 94 с. — ISBN 5-288-02161-9.
- Аллен У., Муратов П. Битвы за Кавказ. История войн на турецко-кавказском фронте. 1828—1921 / Пер. с англ. Е. В. Ламановой. — М.: Центрполиграф, 2016. — 606 с. — ISBN 978-5-9524-5203-9.
- Семёнов И. Я. Русские в истории Армении / проф. М. Д. Амирханян. — Ереван: Лусабац, 2009. — 298 с.
- Буниатов Н.Г., Ю. С. Яралов. Архитектура Армении. — М.: Изд-во и 1-я тип. Гос. изд-ва архитектуры и градостроительства, 1950. — 142 с.
- Юджин Роган. Падение Османской империи. Первая мировая война на Ближнем Востоке, 1914—1920 гг = The Fall of the Ottomans: The Great War in the Middle East. By Eugene Rogan. — М., 2018. — 560 p. — ISBN 978-5-91671-762-4.
- Кузнецова Н.А. Иран в первой половине XIX века / Ганковский Ю.В. — М.: Наука. Главная редакция восточной литературы, 1983. — 265 с.
- Обозрение Армении в географическом, историческом и литературном отношениях / Худобашев А.М. — СПб.: Тип. 2 Отд. Собственная Е. И. В. канцелярия, 1859. — 560 с.
- Парсамян В.А. Россия и историческая судьба армянского народа. — Ереван: Айастан, 1978. — 184 с.
- Парсамян В.А. Присоединение Восточной Армении к России и его историческое значение : К 150-летию. — Ереван: О-во Знание АрмССР, 1978. — 68 с.
- Сост. В.Н. Иваненко. Том XII. Гражданское управление Закавказьем от присоединения Грузии до наместничества вел. кн. Михаила Николаевича. Исторический очерк // Утверждение русского владычества на Кавказе / В. А. Потто; под руков. Н. Н. Белявского. — Тифлис: Тип. Канцелярии Главноначальствующего гражданской частью на Кавказе, 1901. — 524 с.
- Потто В. А. Глава 40. Возрождение Армении // Кавказская война в отдельных очерках, эпизодах, легендах и биографиях. Том 3. Персидская война. — СПб.: В.А. Березовский, 1900.

На английском языке
- Akçam T. From Empire to Republic: Turkish Nationalism and the Armenian Genocide. — London: Zed Books Ltd, 2004. — 273 p. — ISBN 1842775278, ISBN 9781842775271.
- Akçam T. A Shameful Act: The Armenian Genocide and the Question of Turkish Responsibility (англ.). — Macmillan, 2007. — 500 p. — ISBN 1466832126. — ISBN 9781466832121.
- George A. Bournoutian. Armenians and Russia, 1626—1796: A Documentary Record. — Costa Mesa, California: Mazda Publishers, 2001. — 511 p. — ISBN 9781568591322.
- George A. Bournoutian. Russia and the Armenians of Transcaucasia, 1797—1889: A Documentary Record. — Costa Mesa, California: Mazda Publishers, 1998. — 578 p. — ISBN 9781568590684.
- George A. Bournoutian. Armenians and Russia, 1626—1796: A Documentary Record. — Mazda Publishers, 2001. — 511 p.
- George A. Bournoutian. A Concise History of the Armenian People: (from Ancient Times to the Present) (англ.). — 2. — Mazda Publishers, 2003. — ISBN 978-1568591414.
- George A. Bournoutian. Armenia and Imperial Decline. The Yerevan Province, 1900—1914. — Routledge, 2018. — 412 p. — ISBN 9781351062626.
- George A. Bournoutian. From the Kur to the Aras. A Military History of Russia’s Move into the South Caucasus and the First Russo-Iranian War, 1801—1813. — Brill, 2021. — 318 p. — (Iran Studies, vol. 22). — ISBN 978-90-04-44516-1. — ISBN 978-90-04-44515-4.
- Hovannisian R. G. The Armenian People from Ancient to Modern Times. — Basingstoke: Palgrave Macmillan, 1997. — Vol. I. The Dynastic Periods: From Antiquity to the Fourteenth Century. — 386 p. — ISBN 0-312-10169-4, ISBN 978-0-312-10169-5.
- Hovannisian R. G. The Armenian People from Ancient to Modern Times. — Palgrave Macmillan, 1997. — Vol. II. Foreign Dominion to Statehood: The Fifteenth Century to the Twentieth Century. — 493 p. — ISBN 0312101686, ISBN 9780312101688.
  - Dickran Kouymjian[англ.]. Armenia from the Fall of the Cilician Kingdom (1375) to the Forced Emigration under Shah Abbas (1604) // The Armenian People from Ancient to Modern Times / Richard G. Hovannisian. — NY: Palgrave Macmillan, 1997. — P. 1—50. — 493 p. — ISBN 0312101686. — ISBN 9780312101688.
  - George A. Bournoutian. Eastern Armenia from the 17th Century to the Russian Annexation // The Armenian People from Ancient to Modern Times / Richard G. Hovannisian. — Palgrave Macmillan, 1997. — P. 81—107. — 493 p. — ISBN 0312101686. — ISBN 9780312101688.
  - Ronald Grigor Suny. Eastern Armenians under tsarist rule // The Armenian People from Ancient to Modern Times / Richard G. Hovannisian. — Palgrave Macmillan, 1997. — P. 109—137. — 493 p. — ISBN 0312101686. — ISBN 9780312101688.
  - Richard G. Hovannisian. The armenian question in the Ottoman empire. 1876—1914 // The Armenian People from Ancient to Modern Times / Richard G. Hovannisian. — Palgrave Macmillanvol=Vol. II. Foreign Dominion to Statehood: The Fifteenth Century to the Twentieth Century, 1997. — P. 203—239. — 493 p. — ISBN 0312101686. — ISBN 9780312101688.
  - Richard G. Hovannisian. Armenia's road to independence // The Armenian People from Ancient to Modern Times / Richard G. Hovannisian. — Palgrave Macmillan, 1997. — P. 275—302. — 493 p. — ISBN 0312101686. — ISBN 9780312101688.
- Richard G. Hovannisian. Armenia on the Road to Independence (англ.). — University of California Press, 1967. — 364 p.
- George A. Bournoutian. Armenian // An Ethnohistorical Dictionary of the Russian and Soviet Empires / James Stuart Olson, Lee Brigance Pappas, Nicholas Charles Pappas. — Westport, Conn.: Greenwood press, 1994. — 840 p. — ISBN 9780313274978.
- George A. Bournoutian. Eastern Armenia in the Last Decades of Persian Rule, 1807—1828: a political and socioeconomic study of the khanate of Erevan on the eve of the Russian conquest. — Malibu, California: Calif. : Undena Publications, 1982. — 290 p. — ISBN 0890031231. — ISBN 9780890031230.
- Mesrovb Jacob Seth. Armenians in India, from the Earliest Times to the Present Day: A Work of Original Research. — New Delhi: Asian Educational Services, 2005. — 629 p. — ISBN 9788120608122.
- David Nicolle, Christa Hook. Manzikert 1071: The breaking of Byzantium. — UK: Osprey Publishing, 2013. — 96 p. — ISBN 9781780965031.
- Simon Payaslian[англ.]. The History of Armenia: From the Origins to the Present. — NY: Palgrave Macmillan US, 2008. — 294 p. — (Palgrave essential histories). — ISBN 9780230608580.
- F. Kazemzadeh. Iranian relations with Russia and the soviet Union, to 1921 // The Cambridge History of Iran. Vol. 7. From Nadir Shah to the Islamic Republic / Peter Avery, Gavin Hambly, Charles Melville. — NY: Cambridge University Press, 2008. — 1036 p. — ISBN 978-0-521-20095-0.
- Christopher J. Walker. The Armenian presence in mountainous Karabakh // Transcaucasian Boundaries / John Wright, Richard Schofield, Suzanne Goldenberg. — Psychology Press, 2004. — 248 p. — ISBN 9780203214473.
- August Freiherr von Haxthausen. Transcaucasia: Sketches of the Nations and Races Between the Black Sea and the Caspian. — London: Chapman, 1854. — 448 p.
- The Iranian world // The Cambridge History of Iran. Vol. 5. The saljuq and mongol periods / William Bayne Fisher, J. A. Boyle, John Andrew Boyle, Ilya Gershevitch, Ehsan Yarshater, Richard Nelson Frye. — NY: Cambridge University Press, 1968. — 778 p. — ISBN 9780521069366.
- Ronald Grigor Suny. Looking toward Ararat: Armenia in modern history. — Bloomington and Indianapolis: Indiana University Press, 1993. — 289 p. — ISBN 0253207738.
- Mark Malkasian. "Gha-ra-bagh!": The Emergence of the National Democratic Movement in Armenia. — Detroit, Mich.: Wayne State University Press, 1996. — 236 p. — ISBN 0814326048.
- James Barry. Armenian Christians in Iran: Ethnicity, Religion, and Identity in the Islamic Republic. — Cambridge: Cambridge University Press, 2019. — 322 p. — ISBN 9781108429047.
- Houri Berberian. Armenians And The Iranian Constitutional Revolution Of 1905—1911: The Love For Freedom Has No Fatherland. — NY: Routledge, 2001. — 248 p. — ISBN 9780429981845.
- Percy Sykes. A history of Persia, 3rd edition. — NY: Barnes & Noble, 1969. — Vol. 2. — 616 p.
- Gabriel Basmajian, Edward S. Franchuk, Nourhan Ouzounian. The Heritage of Armenian Literature: From the eighteenth century to modern times / Agop Jack Hacikyan. — Detroit: Wayne State University Press, 2000. — Vol. 3. — 1072 p. — ISBN 9780814332214.
- Leonard F. Wise, E. W. Egan. Kings, Rulers, and Statesmen / Ph.D. Mark Hillary Hansen. — NY: Sterling Publishing Company, 2005. — 318 p. — ISBN 9781402725920.
- Mikaberidze, Alexander. Historical Dictionary of Georgia. — 2. — Rowman & Littlefield, 2015. — ISBN 978-1442241466.
- Robert H. Hewsen. The Geography of Ananias of Sirak (ASXARHACOYC). — Reichert, 1992. — 501 p.
- Sir John Malcolm. The History of Persia from the Earliest Period to the Present Time. — London: Murray, 1829. — 611 p.
- Michael P. Croissant. The Armenia-Azerbaijan Conflict: Causes and Implications. — USA: Greenwood Publishing Group, 1998. — 172 p. — ISBN 978-0275962418.
- Joseph R. Masih, Robert O. Krikorian. Armenia At the Crossroads (англ.). — Amsterdam: Harwood Academic Publishers, 1999. — 142 p. — ISBN 9789057023446.
- Donald Bloxham. The Great Game of Genocide: Imperialism, Nationalism, and the Destruction of the Ottoman Armenians (англ.). — Oxford: Oxford University press, 2005. — 352 p. — ISBN 9780199226887.
- Timothy C. Dowling. Volume I. A-M // Russia at War: From the Mongol Conquest to Afghanistan, Chechnya, and Beyond. — Santa Barbara, California: ABC-CLIO, 2015. — 1077 p. — ISBN 1598849484.
- Farrokh K. Iran at War: 1500—1988 (англ.). — Oxford: Osprey Publ., 2011. — 480 p. — ISBN 978-1-78096-240-5.
- Armenia // A Political Chronology of the Middle East / David Lea, Annamarie Rowe, Dr. Isabel Miller. — First edition. — UK: Psychology Press, 2001. — 282 p. — ISBN 9781857431155.
- Michael A. Reynolds. Shattering Empires. The Clash and Collapse of the Ottoman and Russian Empires, 1908—1918 (англ.). — Cambridge University Press, 2011. — ISBN 978-0-521-14916-7.
- Andrew C. S. Peacock. Early Seljūq History: A New Interpretation // Routledge Studies in the History of Iran and Turkey. — London: Routledge, 2010. — Vol. 7. — 190 p.
- Armenian Merchants of the Seventeenth and Early Eighteenth Centuries: English East India Company Sources / Vahé Baladouni, Margaret Makepeace. — Philadelphia: American Philosophical Society, 1998. — 293 p. — ISBN 9780871698858.
- Massoume Price. Iran's Diverse Peoples: A Reference Sourcebook. — ABC-CLIO, 2005. — 376 p. — ISBN 9781576079935.
- Christopher J. Walker. The armenian presence in mountainos Karabakh // Transcaucasian Boundaries / John F. R. Wright, Richard Schofield, Suzanne Goldenberg. — UCL Press, 1996. — 248 p. — ISBN 9781857282351.
- Rouben Paul Adalian. Historical Dictionary of Armenia. — Scarecrow Press, 2010. — 674 p. — ISBN 9780810874503.
- Mark Levene. Devastation. — OUP Oxford, 2013. — Vol. I: The European Rimlands 1912—1938. — 576 p. — ISBN 9780199683031.
- Charlotte Mathilde Louise Hille. State Building and Conflict Resolution in the Caucasus. — Brill, 2010. — 359 p. — ISBN 9789004179011.
- Roderic H. Davison[англ.]. The Armenian Crisis, 1912—1914 // The American Historical Review. Vol. 53, № 3. — NY: Oxford University Press, 1948. — P. 481—505. — ISBN 0002-8762.

### Статьи
На русском языке
- Арутюнян А. А. Кавказский фронт Первой мировой войны: армянские добровольцы в борьбе за общую победу // Великая война 1914—1917 гг.: возвращение памяти : сб. ст. и докл.  / Под редакцией М.Б. Смолина, К.А. Залесского. — М.: РИСИ, 2015. — С. 199—205. — ISBN 978-5-7893-0239-2.
- Волкова Н.Г. Этнические процессы в Закавказье в XIX—XX вв. // Кавказский этнографический сборник  / В. К. Гарданов. — М., 1969. — № Вып. IV. — С. 3—54.
- Тунян В. Г. Управление Армянской церковью в Российской Империи // ԱՍՏՎԱԾԱԲԱՆՈՒԹՅԱՆ ՖԱԿՈՒԼՏԵՏ. — 2018. — С. 62—73. Архивировано 7 сентября 2021 года.
- Зурначян А.С. Правовое положение крестьян в Восточной Армении в XIX веке // Genesis: исторические исследования. — 2014. — № 4. — С. 78—95.
- Зурначян А.С. Система управления в Восточной Армении в первой половине XIX века // Грамота. — Тамбов, 2012. — Т. 2, № 1 (15). — С. 69—73.
- П. Б. Струве. Русская мысль // Русская мысль. Кн.XI. Год 27. — Тип.-лит. Товарищества И. Н. Кушнерев и ко., 1906. — С. 149.
- Иорг Баберовски. Цивилизаторская миссия и национализм в Закавказье: 1828—1914 гг. // Новая имперская история постсоветского пространства: Сборник статей  / Под ред. И. В. Герасимова, С. В. Глебова, Л. П. Каплуновского, М. Б. Могильнер, Л. М. Семёнова. — Казань, 2004. — С. 307—352. — ISSN 9785852470249.
- Сёмушин Д. Армянская церковь в Российской Империи и мифология газеты «Аравот» // eadaily. — 2018.
- Сёмушин Д. Система государственного управления Армянской церковью в Российской империи // eadaily. — 2018.
- Месропян А.В. Церковная политика в царской России в Восточной Армении в первой половине XIX века // Система ценностей современного общества. — 2012. — С. 86—90.
- Ованесов Б.Т. Роль армянской церкви в образовательном процессе и сближении ее с русским правительством (XIX начало XX в.) // Известия Алтайского государственного университета. — 2009.
- Исмаилова А.М. Развитие горнорудной промышленности в Восточной Армении в 80-х гг. XIX - начале XX вв // Вестник Костромского государственного университета. — 2018.
- Далгатов А.Г., Исмаилова А.М. Рост товарного зернопроизводства в Восточной Армении (последняя треть XIX - первое десятилетие XX века) // Вестник Дагестанского государственного университета. — 2021.
- Агаджанян С.Ш. Землеустроительные работы в Восточной Армении в период столыпинских аграрных реформ // Метаморфозы истории. — 2017.
- Тавакалян Н.А. Присоединение Восточной Армении к России и его прогрессивное значение // Вестник общественных наук Академии наук Армянской ССР. — 1978. — № 10. — С. 3—20.
- Григорян З.Т. Военные походы русской армии по присоединению Восточной Армении к России // Bulletin of the Academy of Sciences of the Armenian SSR: Social Sciences. — 1951. — № 2. — С. 23—74.
- Тавакалян Н.А. Переселение армян из Персии и Турции в Закавказье после присоединения Восточной Армении к России // Historical-Philological Journal. — 1978. — Vol. 3. — С. 26—40.
- Агаджанян С.Ш. Землеустроительные работы в Восточной Армении в период Столыпинских аграрных реформ // Метаморфозы истории. — 2017. — С. 218—235.

На английском языке
- Stephan Astourian. The Armenian Genocide: An Interpretation :  [англ.] // The History Teacher. — Society for the History of Education, 1990. — Vol. 23, № 2 (February). — P. 111—160. — ISSN 0018-2745. — doi:10.2307/494919. — JSTOR 494919.
- Dr. Edmund Herzig. Armenia (англ.) // Eastern Europe, Russia and Central Asia. 3rd edition. — UK: Taylor & Francis, 2002. — P. 73—99. — ISBN 1470-5702.
- George A. Bournoutian. The Population of Persian Armenia Prior to and Immediately Following its Annexation to the Russian Empire, 1826-32 (англ.) // NATIONALISM AND SOCIAL CHANGE IN TRANSCAUCASIN. — 1980. — 25 April.
- George A. Bournoutian. The Politics of Demography: Misuse of Sources on the Armenian Population of Mountainous Karabakh (англ.) // Journal of the Society for Armenian Studies 9. — New York, 1999.
- Vahakn N. Dadrian. Armenians in Ottoman Turkey and the Armenian Genocide (англ.) // Dinah L. Shelton. Encyclopedia of Genocide and Crimes Against Humanity. Vol. 1 (A—H). — Macmillan Reference, 2005. — P. 67—76. — ISBN 0-02-865992-9.
- Richard G. Hovannisian. Russian Armenia. A Century of Tsarist Rule (англ.) // Jahrbücher für Geschichte Osteuropas. — 1971. — Март. — P. 31—48. — JSTOR 41044266.
- Ronald G.Suny. «They Can Live in the Desert but Nowhere Else»: Explaining the Armenian Genocide One Hundred Years Later (англ.). — Juniata College, Pennsylvania: Juniata Voices, 2016. — P. 208—229.
- Knarik Avakian. The Early History of Armenian Emigration to the USA: Evidence from the Archives of the Armenian Patriarchate of Constantinople (англ.) // Journal of the Society for Armenian Studies. — University of Michigan, 2008. — Vol. 17. — P. 97—126.
- Levon Vartanesyan. An Armenian Signet Ring from Afion Karahissar (англ.) // Journal of the Society for Armenian Studies. — University of Michigan, 2008. — Vol. 17. — P. 207—210.
- U.S. Congress. House. Committee on Banking, Finance, and Urban Affairs. Subcommittee on Economic Stabilization. The land of Karabagh: geography & history prior to 1920 (англ.) // Eastern Europe: Exchange Opportunities : Hearings Before the Subcommittee on Economic Stabilization of the Committee on Banking, Finance and Urban Affairs, House of Representatives. — Washington: U.S. Government Printing Office, 1990. — 14-15 febrary (iss. One Hundred First Congress, Second Session). — P. 274—275.

На армянском языке
- Парсамян В.А. Արևելյան Հայաստանի միացումը Ռուսաստանին = Присоединение Восточной Армении к России // Известия Академии наук Армянской ССР. — Ереван, 1954. — № 10. — С. 3—25.

Энциклопедии
- Encyclopædia Iranica. Armenia and Iran VI. Armeno-Iranian relations in the Islamic period // Encyclopædia Iranica.
- Encyclopedia Britannica. History of Transcaucasia / Russian penetration // Encyclopedia Britannica.
- Encyclopedia Britannica. History of Transcaucasia / Armenia // Encyclopedia Britannica.
- Encyclopedia Britannica. Ejmiatsin // Encyclopedia Britannica.
- Armenia // The Oxford Encyclopedia of Economic History. / Joel Mokyr. — NY: Oxford University Press, 2003. — Vol. 5. — 2824 p. — ISBN 9780195105070.
- J. Denis Derbyshire, Lan Derbyshire. Encyclopedia of World Political Systems. — NY: Routledge, 2016. — Vol. 1. — 957 p. — ISBN 9781317471561.
- Armenians // Encyclopedia of the Peoples of Africa and the Middle East / Jamie Stokes. — NY: Facts on File, 2009. — P. 52—66. — 880 p. — ISBN 9781438126760.
- Vol. I. A-I // Encyclopaedic Ethnography of Middle-East and Central Asia / R. Khanam. — New Delhi: Global Vision Publishing House, 2005. — 318 p. — ISBN 8182200628. — ISBN 9788182200623.
- Vol. IV: S—Z // Encyclopedia of the Stateless Nations: Ethnic and National Groups Around the World / James Minahan. — Westport, Conn: Greenwood Press, 2002. — 2241 p. — ISBN 9780313316173.
- Arminiya // The encyclopedia of Islam / H. A. R. Gibb, J. H. Kramers, E. Levi-Provençal, J. Schacht, B. Lewis, Ch. Pellat. Assisted by S. M. Stern (pp. 1—330), C. Dumont and R. M. Savory (pp. 321—1359). — Leiden, Netherlands: E.J. Brill, 1986. — Vol. I. A-B. — P. 634—650. — 1359 p. — ISBN 90-04-08114-3.